# قمامة بحرية

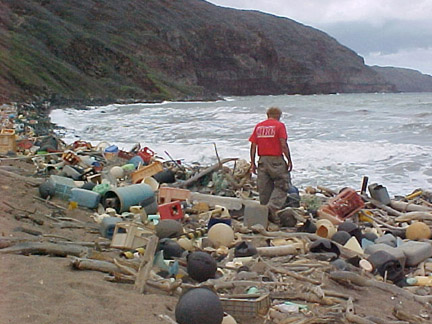
نفايات من المحيط على ساحل ولاية هاواي.

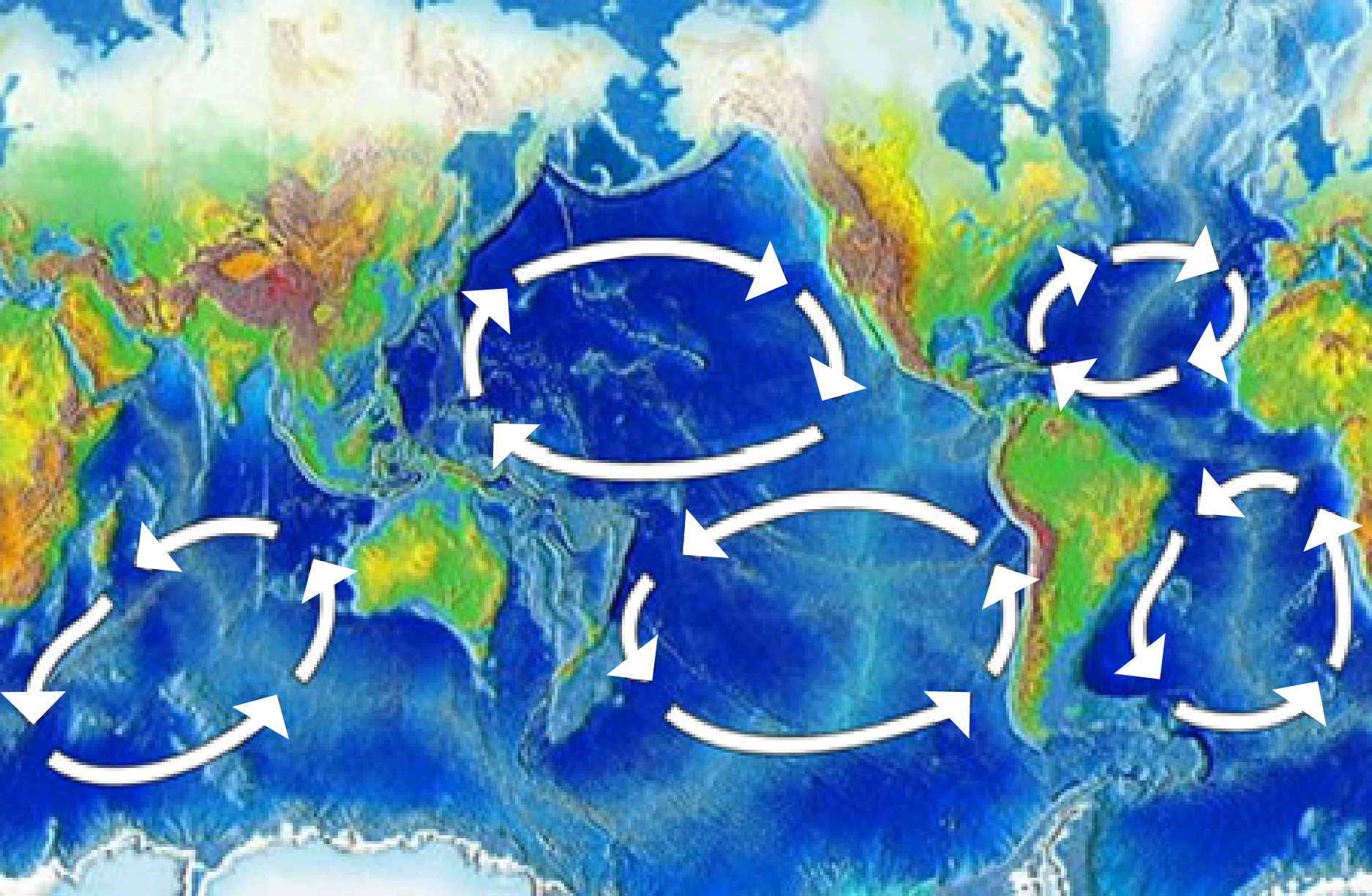
الحركة الدائرية المحيطية.

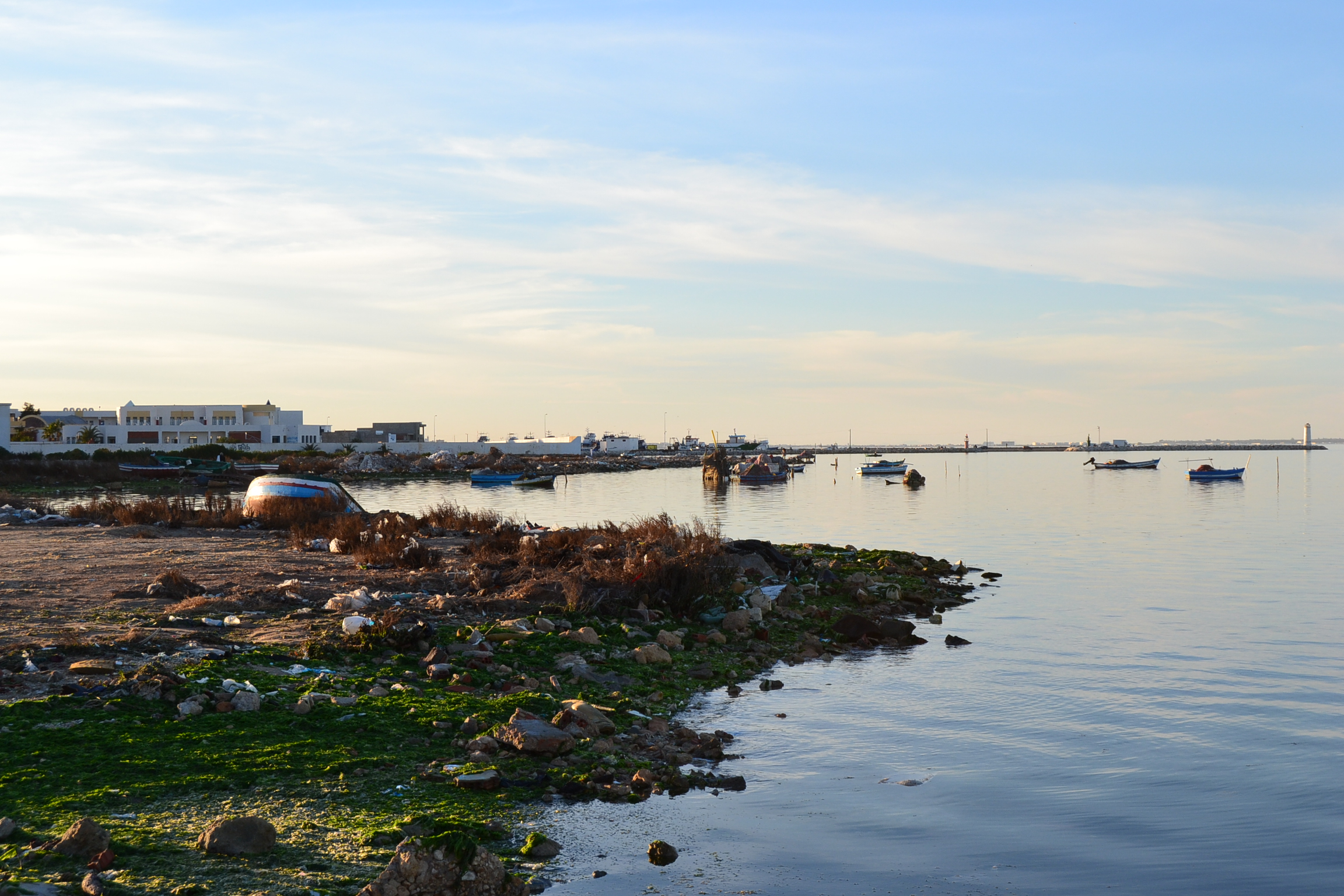
تلوث المياه الساحلية على شاطئ مدينة صيادة التونسية بفعل تراكم النفايات.

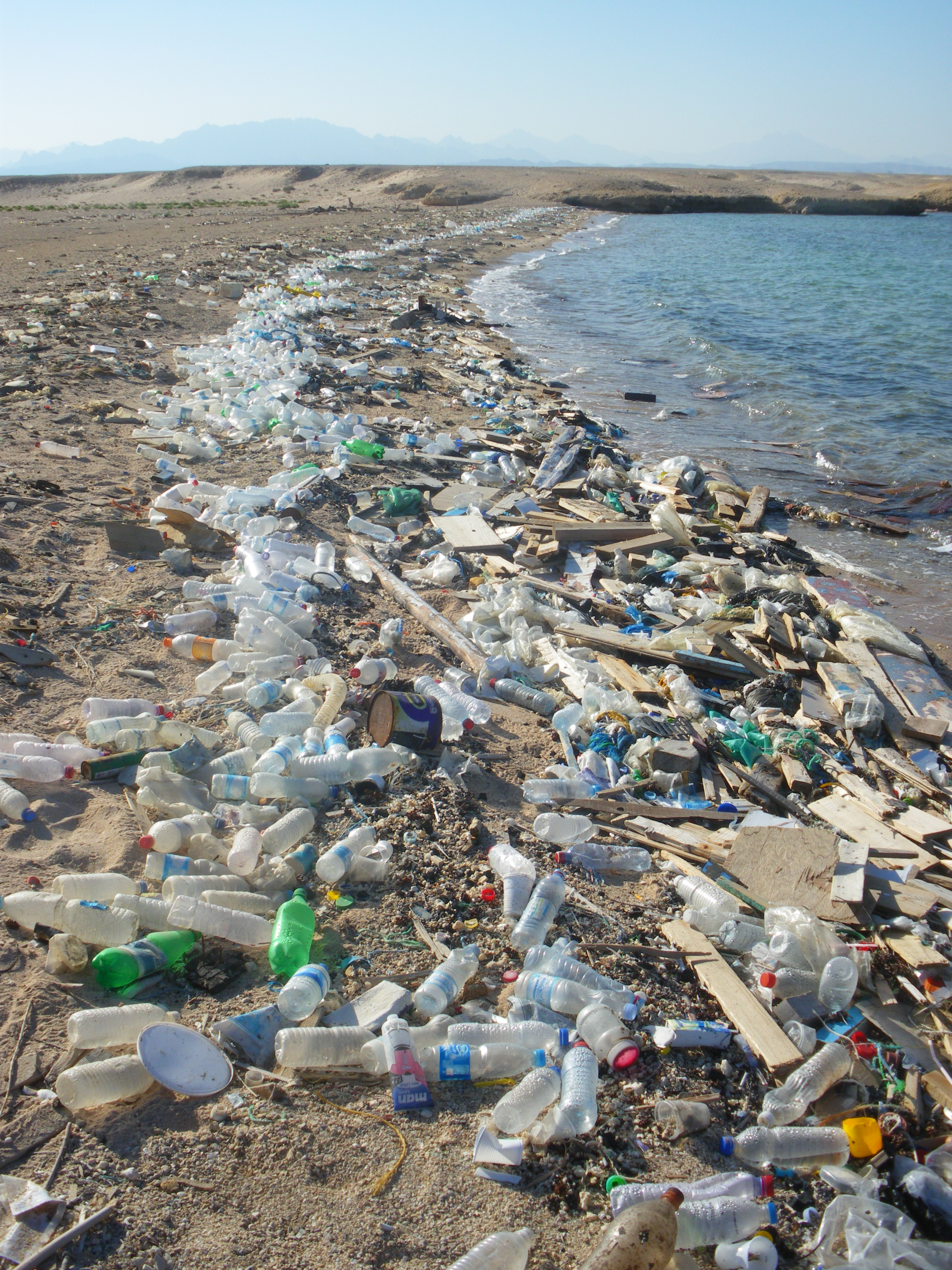
تراكم اللدائن على شاطئ البحر الأحمر في شرم النجا، مصر.

القمامة البحرية (بالإنجليزية: Marine Litter) هي النفايات التي يلقيها الإنسان بقصدٍ أو بدون قصدٍ في البحيرات، والبحار، والمحيطات، والممرات المائية.
وتدعى أيضًا «الحطام البحري» (بالإنجليزية: Marine Debris). ويميل الحطام المحيطي العائم إلى التراكم في وسط الدوامات وعلى السواحل،
 تتراكم «القمامة البحرية» في مركز الحركة الدائرية المحيطية [نسبةً إلى البحر-المحيط] وتتكدس على خط الساحل في كثير من الأحيان، وتشكل ركامًا من المخلفات المبعثرة.
بعض أشكال القمامة البحرية -مثل الأخشاب المجروفة والبذور الطافية- توجد بشكل طبيعي (حطام طبيعي)، وبعضها الآخر بفعل الأنشطة البشرية -عن عمدٍ أو بلا عمد- نتيجة تفريغ مواد في المحيطات لآلاف السنين، وتشكل ركامًا من المخلفات المبعثرة -غالبًا بفعل الجنوح-، وعندها تعرف باسم نفايات الشاطئ أو حطام المد والجزر. يدعى التخلص المتعمَّد من النفايات في البحر بـ«إغراق المحيط».
ولكن في الآونة الأخيرة -ومع تزايد استخدام اللدائن (البلاستيك)- أضحى التأثير البشري مشكلةً، فالعديد من أنواع البلاستيك (البتروكيماويات) لاتتحلل بيولوجيًا بفعل البكتريا بسرعة [الكثير منها لايتحلل لآلاف السنين]، بخلاف الأمر بالنسبة إلى المواد الطبيعية أو العضوية.
 أكبر نوع منفرد من التلوث البلاستيكي (حوالي 10٪) ومعظم البلاستيك الكبير يتم التخلص منه في المحيطات، وكذا فقدان شباك صناعة صيد الأسماك.

إن إلقاء القمامة والمواد اللدائنية (البلاستيكية) الطافية والانسكابات العرَضية للحاويات البحرية غدا معضلةً خطيرةً تمثل تهديدًا جسيمًا على الأسماك، والطيور البحرية، والزواحف البحرية، والثدييات البحرية، وأيضًا على القوارب والمساكن الساحلية.

في إطار الجهود المبذولة لمنع الحطام والملوثات البحرية والتوسط فيها جرى اعتماد قوانينَ وسياساتٍ على الصعيد الدولي مع قيام «الأمم المتحدة» بإدراج الحد من التلوث البحري ضمن الهدفِ الرابعَ عشرَ من أهدافِ التنميةِ المستدامةِ «الحياة تحت الماء». واعتمادًا على الصلة بالمسألة ومستويات المساهمة المختلفة أدخلت بعض البلدان سياساتٍ حمائيةً أكثر تحديدًا. علاوةً على ذلك تقوم بعض المنظمات غير الربحية والمنظمات غير الحكومية والمنظمات الحكومية بتطوير برامجَ لجمع اللدائن (البلاستيك) من المحيط وإزالته. ومع ذلك ففي عام 2017 قدرت «الأمم المتحدة» أنه بحلول العام 2050 ستفوق اللدائنُ أعداد الأسماك في المحيطات إذا لم يجرِ اتخاذ تدابيرَ جوهرية.

## أنواع النفايات البحرية

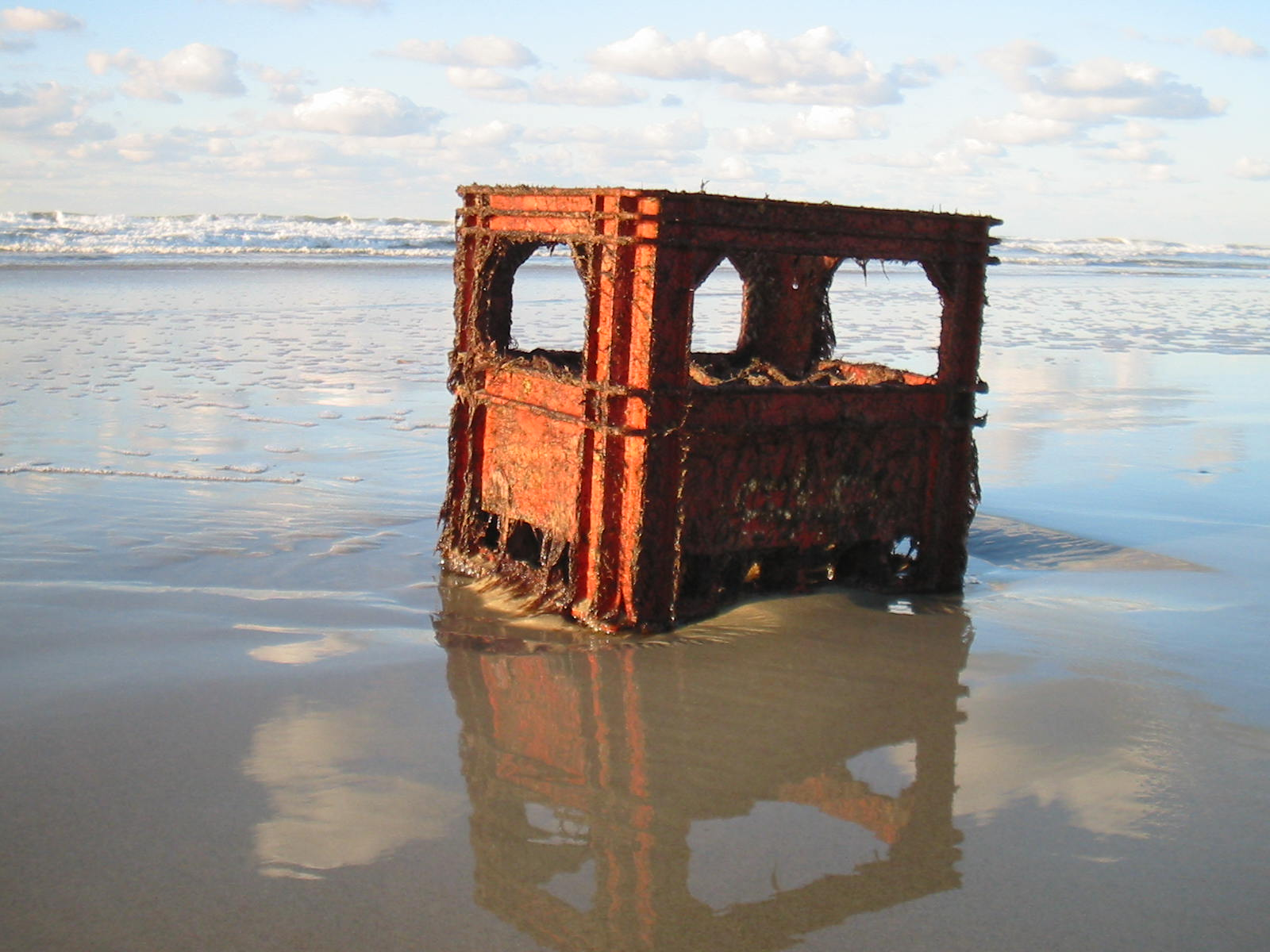
صورة لحطام عائم وُجد على شاطئ تيرشخيلينج بهولندا، في بحر وادن.

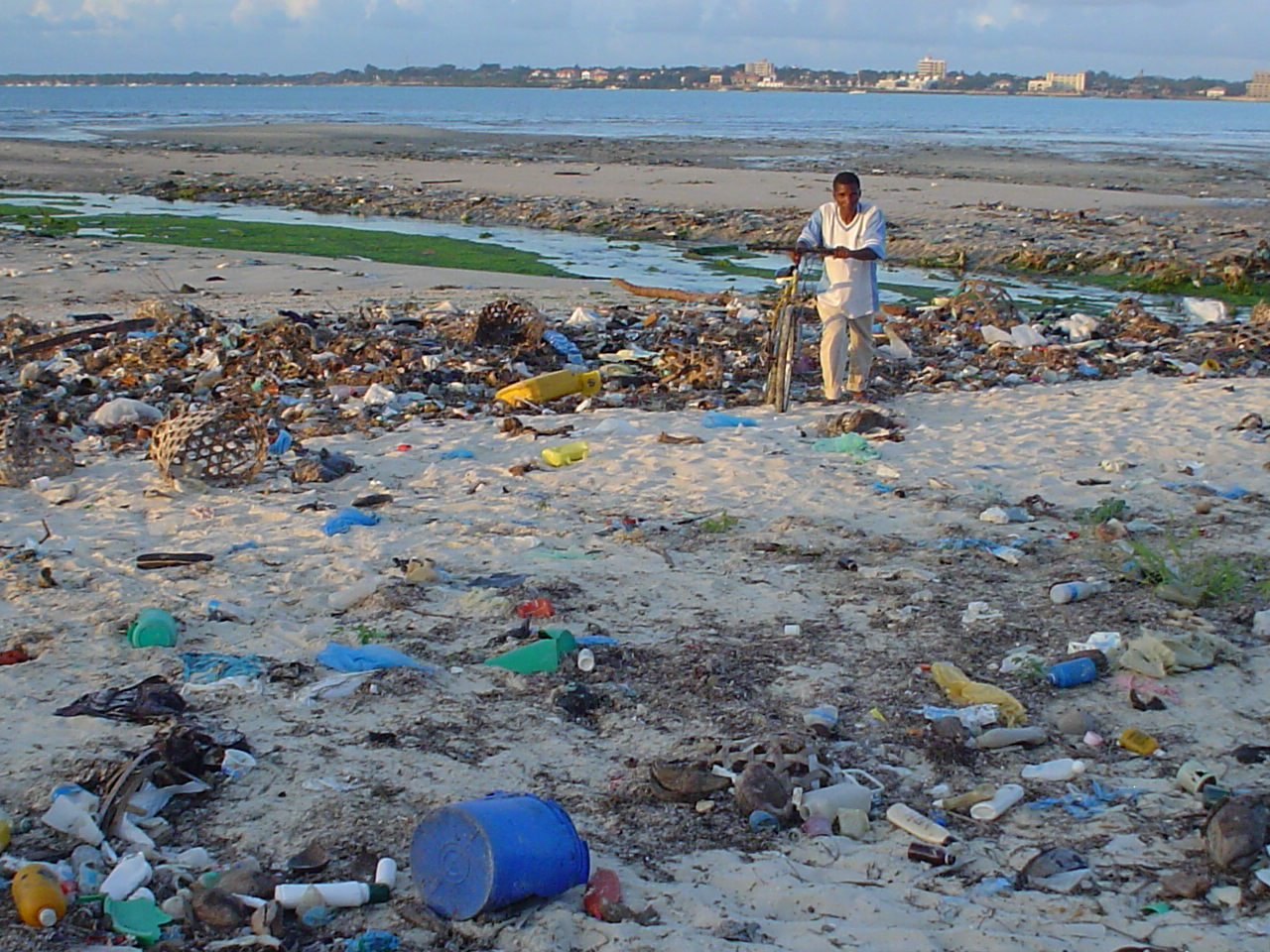
حطام على الشاطئ قرب دار السلام، تنزانيا.

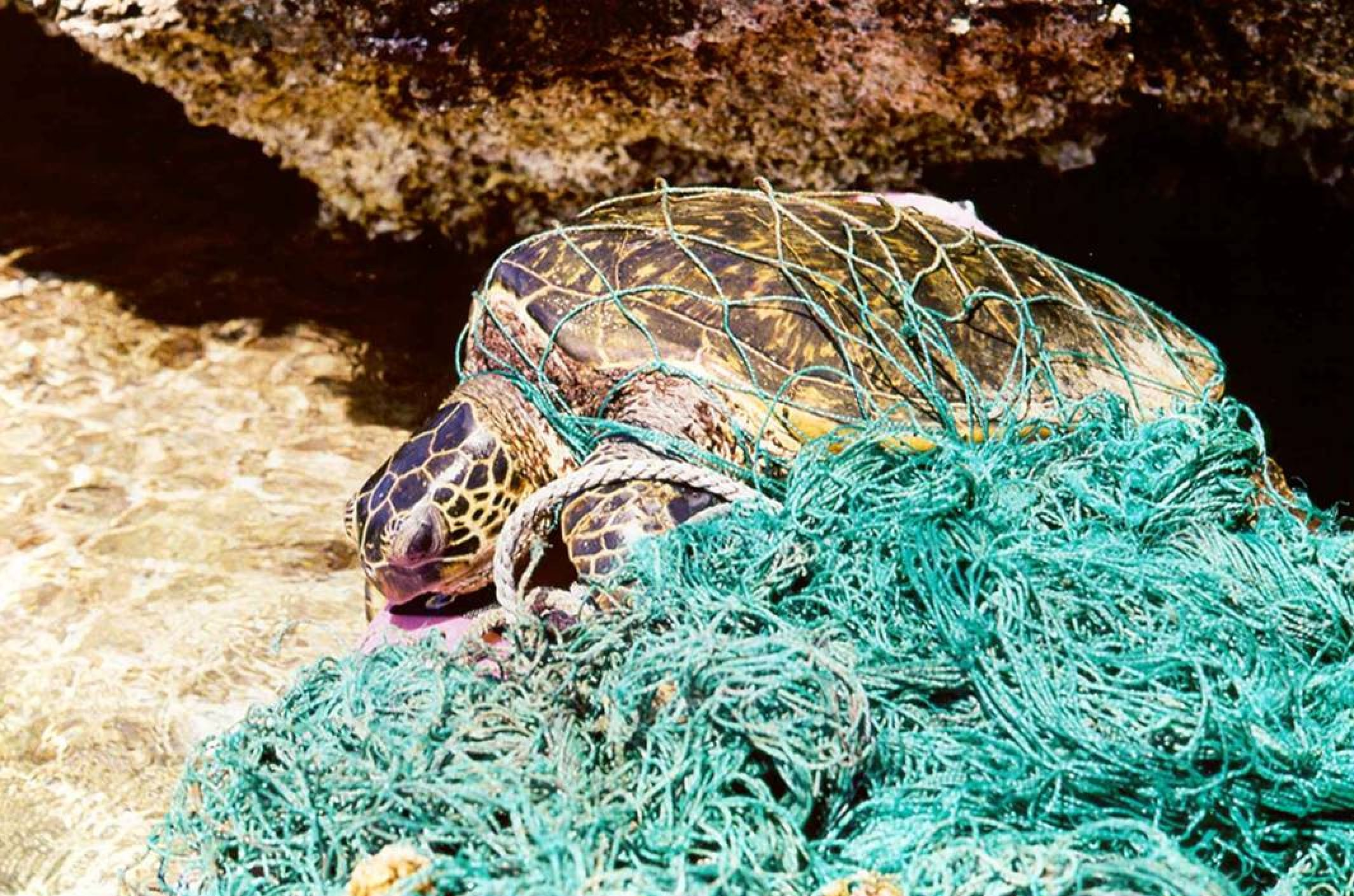
سلحفاة بحرية عالقة في شباك الصيد التائهة

يصنف الباحثون الحطام إما على اليابسة وإما على المحيط؛ في العام 1991 قدر فريق الخبراء المشترك للأمم المتحدة المعني بالجوانب العلمية للتلوث البحري أن ما يصل إلى 80 ٪ من التلوث كان من مصادر برية،
 مع أن الـ20٪ المتبقية ناشئة عن أحداث كارثية أو مصادر بحرية.
 وجدت دراسات حديثة أن أكثر من نصف حطام اللدائن (البلاستيك) الموجود على الشواطئ الكورية يعتمد [في منشئه] على المحيط.

يمكن أن تتحول مجموعة متنوعة من الأشياء من صنع بشري إلى حطام بحري؛ الأكياس البلاستيكية، والبالونات، والعوامات، والحبال، والمخلفات الطبية، والزجاجات، والقوارير البلاستيكية، وأعواد السجائر، وولاعات السجائر، وعلب المشروبات، والراتنج، والبوليسترين، وخيوط شبكات الصيد والشبكات المفقودة، والنفايات المختلفة من السفن السياحية ومنصات التنقيب عن النفط واستخراجه كلها من بين العناصر الشائعة التي تنجرف إلى الشاطئ. تعتبر حلقات العبوات الست -على وجه الخصوص- رمزًا للمشكلة.

استخدم الجيش الأمريكي إغراق المحيطات للأسلحة والقنابل غير المستخدمة بما في ذلك القنابل العادية، والذخائر غير المنفجرة (UXO)، والألغام الأرضية، والأسلحة الكيميائية من عام 1919 حتى عام 1970 على الأقل.
 جرى التخلص من ملايين الأرطال من الذخائر في خليج المكسيك، وقبالة سواحل ما لايقل عن ست عشرة ولاية من «نيوجيرسي» إلى «هاواي» (على الرغم من أن هذه -بالطبع- لاتنجرف إلى اليابسة، والولايات المتحدة ليست الدولة الوحيدة التي مارست هذا).

ثمانون في المائة من الحطام البحري هو من اللدائن (البلاستيك).
 وهي المادة التي تراكمت بسرعة منذ نهاية الحرب العالمية الثانية. تتراكم المواد البلاستيكية لأنها عادة لاتتحلل بيولوجيًا كما يسلك العديد من المواد الأخرى. إنها تتحلل ضوئيًا -مما يزيد من خطورتها- عند التعرض لأشعة الشمس، ولكنها تفعل ذلك فقط في ظل الظروف الجافة إذ يمنع الماء التحلل الضوئي (بالإنجليزية: photolysis).
 في دراسةٍ أجريت عام 2014 باستخدام نماذج حاسوبية، قدر علماء من المجموعة (5 Gyres) أن 5.25 تريليون قطعة من اللدائن (البلاستيك) تزن 269 ألف طنٍّ منتشرة في المحيطات بكميةٍ متماثلةٍ في نصفي الكرة الأرضية الشمالي والجنوبي.

### شباك الصيد التائهة
أو يطلق عليها شباك الأشباح هي شباك صيدٍ تركها الصيادون أو فقدوها في المحيط. هذه الشباك -التي غالبًا ما تكون غير مرئية تقريبًا في الضوء الخافت- يمكن تركها بفعل أنها مشتبكة بالشعاب الصخرية، أو بفعل الانجراف في البحر المفتوح، وهي قد تصبح أشراكًا للأسماك، والدلافين، والسلاحف البحرية، وأسماك القرش، والأطوم، والتماسيح، والطيور البحرية، وسرطان البحر، وغيرها من الكائنات، بما في ذلك الغواص البشري نفسه عرَضًا.

تصمم هذه الشبكات على نحوٍ يعمل على تقييد حركة المخلوقات التي تعلق بها مما يتسبب في الجوع حتى الموت، أو التمزق، أو حجز الكائنات التي تحتاج للعودة إلى السطح من أجل التنفس مما يؤدي إلى اختناقها وموتها.

### الحبيبات والأكياس البلاستيكية

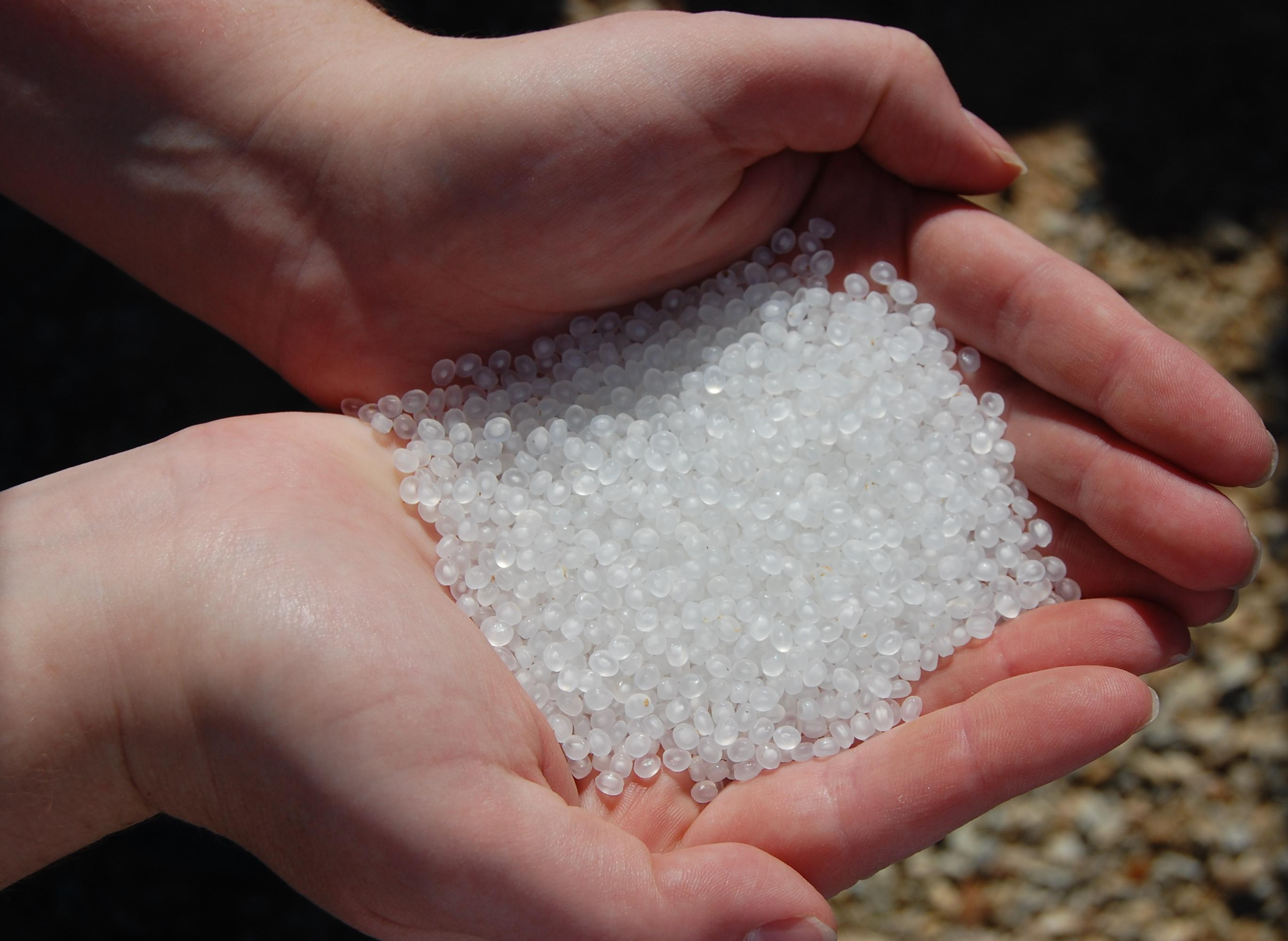
حفنة من الحبيبات البلاستيكية، منسكبة من قطار في مدينة باينفيل في لويزيانا، الولاياتُ المتحدةُ الأمريكية.

يجري إلقاء 8.8 مليون طن متري من النفايات اللدائنية في محيطات العالم كل عام. تعد آسيا المصدر الرئيسي للنفايات البلاستيكية التي جرت إدارتها بشكلٍ سيءٍ حيث تعد الصين وحدها مسؤولةً عن 2.4 مليون طن متري.
 غالبية تلوث المحيطات هو من البلاستيك وفقدان الشباك من صناعة صيد الأسماك.

تشير التقديرات إلى أن هناك مخزونًا يبلغ 86 مليون طن من الحطام البحري البلاستيكي في المحيطات في جميع أنحاء العالم اعتبارًا من نهاية العام 2013 على افتراض أن 1.4 ٪ من البلاستيك العالمي المنتج من عام 1950 إلى عام 2013 قد دخل المحيط وتراكم هناك.

تعتبر الحبيبات البلاستيكية عنصرًا رئيسيًا من القمامة البحرية، فهي تستخدم كمادةٍ خامٍ في صناعة اللدائن (البلاستيك) وشكلها يشبه بيض السمك. جرى تحديد التجارة في النفايات البلاستيكية على أنها السبب الرئيسي للقمامة البحرية.

 غالبًا ما تفتقر البلدان التي تستورد نفايات البلاستيك إلى القدرة على معالجة جميع المواد، ونتيجة لذلك فرضت الأمم المتحدة حظرًا على تجارة نفايات البلاستيك ما لم تستوفِ معايير معينة.

وصلت النفايات البلاستيكية إلى جميع محيطات العالم. يضرّ هذا التلوث البلاستيكي بما يقدر بنحو 100.000 من السلاحف البحرية والثدييات البحرية، ومليونٍ من المخلوقات البحرية كل عام.
 البلاستيك الأكبر حجمًا (يسمى «البلاستيك الضخم») مثل أكياس التسوق البلاستيكية يمكن أن يسد المسالك الهضمية للحيوانات الكبيرة عندما تبتلعها،
 ويمكن أن تتسبب بالمجاعة من خلال تقييد حركة الطعام، أو عن طريق ملء المعدة وانخداع الحيوان ظنًّا أنه امتلأ وشبع. من ناحية أخرى تضير اللدائن الدقيقة الحياة البحرية الصغيرة، فعلى سبيل المثال يفوق عدد القطع البلاستيكية السطحية الموجودة في وسط دوامات محيطنا عدد العوالق البحرية الحية، وقد تجاوزت السلسلة الغذائية لتصل إلى جميع أشكال الحياة البحرية.
 أفادت دراسة أجريت العام 1994 عن قاع البحر باستخدام شباك الجر في شمال غرب البحر الأبيض المتوسط حول سواحل إسبانيا، وفرنسا، وإيطاليا أن متوسط كثافة الحطام يبلغ 1.935 عنصرًا لكل كيلومتر مربع. شكلت منها المخلفات البلاستيكية نسبة 77 ٪، والتي منها نسبة 93 ٪ عبارة عن أكياس بلاستيكية.

#### نوردلز
تلوث حبيبات الراتينج البلاستيكي (بالإنجليزية: Plastic Resin Pellet Pollution) هو نوع من الحطام البحري الناتج عن الجزيئات البلاستيكية المستخدمة في تصنيع البلاستيك على نطاق واسع. يتم إنشاء هذه الكريات البلاستيكية قبل الإنتاج بشكل منفصل عن المواد البلاستيكية المستخدمة في صهرها لتشكيلها، ويجري تكبد خسارة هذه الحبيبات عرضًا أثناء مرحلتي التصنيع والنقل.
 يُشار إلى هذه المواد البلاستيكية عمومًا باسم nurdles حيث يتم إطلاقها في البيئة المفتوحة، مما يؤدي إلى حدوث تلوث في المحيطات والشواطئ.

### حطام أعماق البحار

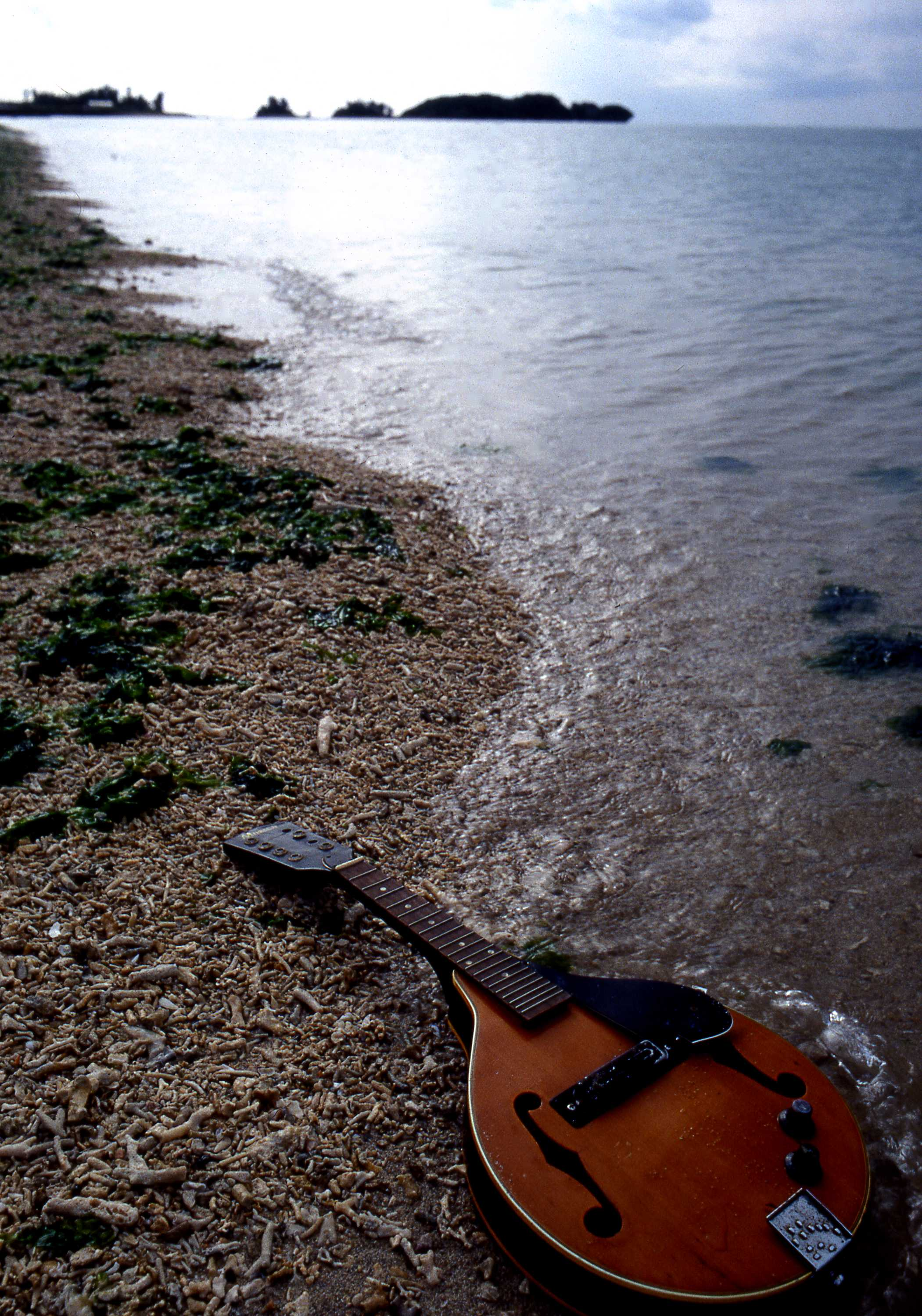
حطام عائم: ماندولين على ساحل مدينة إتومان، أوكيناوا، اليابان.

على الرغم من أن عددًا متزايدًا من الدراسات قد ركز على تراكم «الحطام البلاستيكي» على السواحل، وفي المياه السطحية البعيدة عن الشاطئ، وتلك التي تبتلعها الكائنات البحرية التي تعيش في المستويات العليا من عمود الماء، إلا أنه ثمة معلومات -وإن تك محدودة- عن الحطام في أعالي البحار الوسطى، وطبقات أعمق.
 والدراسات -التي جرى تنفيذها- أجرت أبحاثًا من خلال أخذ العينات من القاع ومراقبة الفيديو عبر المركبات التي تعمل عن بعد (اختصاراً ROVs) والغواصات، وهي تقتصر في الغالب على مشاريعَ لمرةٍ واحدةٍ ولاتمتد فترةً كافيةً لإظهار التأثيرات الكبيرة لحطام أعماق البحار بمرور الوقت. أظهرت الأبحاث حتى الآن أن الحطام في أعماق المحيط يتأثر في الواقع بالأنشطة البشرية، وقد لوحظ البلاستيك بشكل متكرر في أعماق البحار لا سيما في المناطق الواقعة قبالة سواحل المناطق المكتظة بالسكان، مثل البحر الأبيض المتوسط.
عثر على القمامة -المصنوعة من موادَّ متنوعةٍ أكثر كثافةً من المياهِ السطحيةِ (مثل الزجاج والمعادن وبعض البلاستيك)- منتشرةً على قاع البحار والمحيطات المفتوحة حيث يمكن أن تشتبك في الشعابِ المرجانيةِ وتتداخل مع البحار الأخرى الأرضية، أو حتى دفنها تحت الرواسب، مما يجعل عملية التنظيف صعبة للغاية، وخاصةً بسبب المساحة الواسعة لتشتتها مقارنةً بحطام السفن.
 يمكن أن تغرق المواد البلاستيكية -والتي عادةً ما تكون قابلةً للطفو سلبيًا- مع التصاق العوالق النباتية وتجمع الجسيمات العضوية الأخرى. تلعب العمليات البحرية الأخرى -التي تؤثر على الدورة- مثل العواصف الساحلية والحمل الحراري بعيدًا عن الشاطئ دورًا في نقل كمياتٍ كبيرةٍ من الجسيمات والحطام. يمكن للخصائص الطبوغرافية [الشكلية] للغواصات أن تزيد من التيارات السفلية مما يؤدي إلى احتباس الجسيمات البلاستيكية في مواقع معينة.
 جرى الإعلان في عام 2017 عن قاعدة بيانات حطام أعماق البحار من قبل مركز البيانات الأوقيانوغرافية العالمي التابع للوكالة اليابانية لعلوم وتكنولوجيا الأرض البحرية (اختصارًا JAMSTEC) والتي تظهر ثلاثين عامًا من الصور وعينات الحطام البحري منذ عام 1983. من أصل 5,010 غطسة [مسجلة] في قاعدةِ البيانات -باستخدام كلٍّ من (ROVs) وغواصات أعماق البحار- جرى إحصاء 3,425 قطعة من الحطام من صنع الإنسان.
 كان أهم نوعين من الحطام هما البلاستيك الكبير ويشكل 33 ٪ من الحطام الموجود -منها 89 ٪ يستخدم لمرةٍ واحدةٍ- والمعدن ويشكل 26 ٪. عثر على حطام بلاستيكي في قاع خندق ماريانا - المحيط الهادي على عمق 10,898 مترًا، وعثر على أكياس بلاستيكية مشتبكة في فتحات التهوية الحرارية المائية ومجتمعات الصابون البارد.

### تلوث الجسيمات البلاستيكية

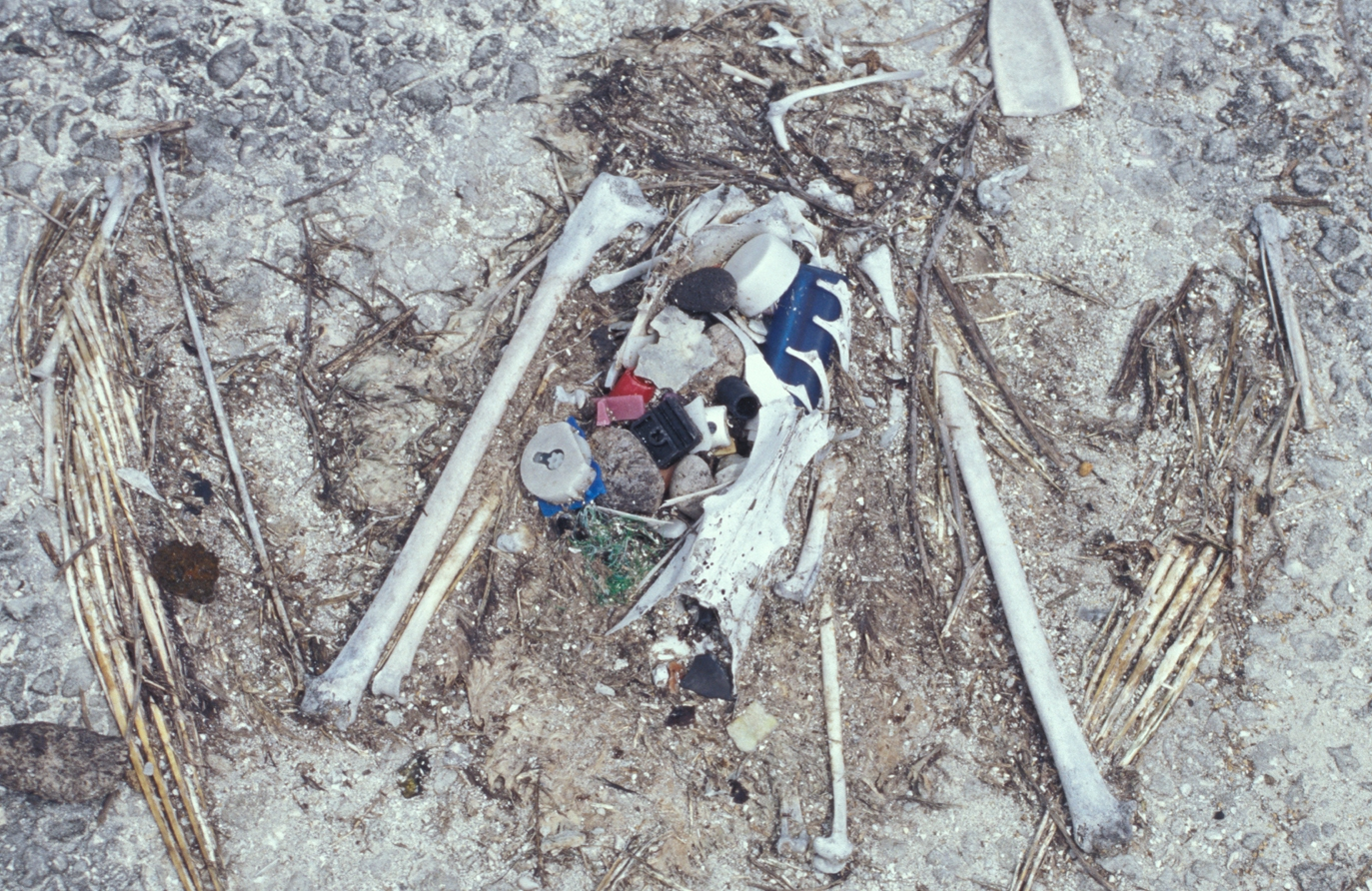
بقايا طائر قطرسٍ ابتلع قمامة بحرية.

لم يجر -بعد- تحديد مدى التلوث باللدائن الدقيقة في أعماق البحار بشكل كامل، ونتيجةً لذلك يقوم العلماء حاليًا بفحص الكائنات الحية ودراسة الرواسب لفهم هذه المشكلة بشكل أفضل.

 قامت دراسة أجريت العام 2013 بمسح أربعة مواقعَ منفصلةٍ لتمثيل مجموعةٍ واسعةٍ من الموائل [جمع موئل] البحريةِ على أعماقٍ تتراوح ما بين 1,100 - 5,000 متر. ثلاثة من المواقع الأربعة بها كميات محددة من اللدائن الدقيقة الموجودة في الطبقة العلوية 1 سم من الرواسب. جرى أخذ عيناتٍ أساسيةٍ من كل بقعةٍ وترشيح جزيئاتها البلاستيكية من الرواسب العادية. تم التعرف على المكونات البلاستيكية باستخدام التحليل الطيفي الدقيق لرامان. أظهرت النتائج أصباغًا من صنع الإنسان شائعة الاستخدام في صناعة اللدائن (البلاستيك).
 في العام 2016 استخدم الباحثون مركبة (ROV) لجمع تسعة كائناتٍ من أعماق البحار ورواسب في أعماق البحار.
 تم تشريح الكائنات الحية التسعة المستوطنة في أعماق البحار وفحص أعضاء مختلفة من قبل الباحثين على الشاطئ لتحديد المواد البلاستيكية الدقيقة باستخدام المجهر. وجد العلماء أن ستةً من الكائنات الحية التسعة التي تم فحصها تحتوي على موادَ بلاستيكيةٍ دقيقةٍ حيث جميع الألياف الدقيقة توجد -على وجه التحديد- في الجهاز الهضمي.
 البحث الذي أجرته (MBARI) في عام 2013 قبالة الساحل الغربي لأمريكا الشمالية وحول هاواي وجد أن من بين جميع الحطام الذي لوحظ منذ 22 عامًا من لقطات فيديو قاعدة بيانات (VARS) كان ثلث العناصر عبارة عن أكياس بلاستيكية. كان هذا الحطام أكثر شيوعًا تحت عمق 2,000 متر.
 دراسة حديثة جمعت الكائناتِ الحيةَ والرواسبَ من منطقة أعماق البحار في غرب المحيط الهادئ استخلصت المواد من العينات واكتشفت أن البوليمر المشترك (40.0 ٪) والبولي إيثيلين تيريفثاليت (27.5 ٪) هما الأكثر شيوعًا في اكتشافه.

أجريت دراسة أخرى عن طريق جمع عينات من رواسب أعماق البحار وعينات مرجانية بين عامي 2011 و2012 في البحر الأبيض المتوسط وجنوب غرب المحيط الهندي وشمال شرق المحيط الأطلسي. من بين 12 عينةً من الشعاب المرجانية والرواسب المأخوذة عثر في جميعها على وفرةٍ من اللدائن الدقيقة.
 حرير الرايون (بالإنجليزية: Rayon) مع أنه ليس من البلاستيك لكن جرى تضمينه في الدراسة لكونه مادة اصطناعية شائعة، وقد وُجد في جميع العينات وشكل (56.9 ٪) من المواد الموجودة، يليه البوليستر (53.4 ٪) والبلاستيك (34.1 ٪) والأكريليك (12.4 ٪).
 وجدت هذه الدراسة أن كمية اللدائن الدقيقة -في شكل ألياف دقيقة- يمكن مقارنتها بتلك الموجودة في الرواسب المدية أو تحت المدية.
 في عام 2017 توصلت دراسة إلى نتيجة مماثلة من خلال مسح حوض روكال في شمال شرق المحيط الأطلسي على عمق أكثر من 2,200 متر، جرى التعرف على الألياف البلاستيكية الدقيقة بتركيز 70.8 جسيمًا لكل متر مكعب.
 وهذا مشابه للكميات المبلغ عنها في المياه السطحية. نظرت هذه الدراسة أيضًا في التلوث الدقيق الذي تناولته اللافقاريات القاعية (Ophiomusium lymani وHymenaster pellucidus وColus jeffreysianus) ووجدت أنه من بين 66 كائنًا جرتت دراسته، فإن 48 ٪ منها قد ابتلعت جزيئاتٍ بلاستيكيةٍ بكمياتٍ مماثلةٍ أيضًا للأنواع الساحلية.
 وجدت مراجعة حديثة لـ 112 دراسة أن أعلى نسبة ابتلاع للبلاستيك -في الكائنات الحية التي جرى جمعها- كانت في البحر الأبيض المتوسط وشمال شرق المحيط الهندي مع وجود اختلافاتٍ كبيرةٍ بين أنواع البلاستيك التي تبتلعها مجموعات مختلفة من الحيوانات، بما في ذلك الاختلافات في اللون ونوع البوليمرات السائدة. على العموم من المحتمل أن تكون اللدائن الدقيقة المصنوعة من الألياف الشفافة هي الأنواع الأكثر شيوعًا التي تبتلعها الحيوانات البحرية الضخمة في جميع أنحاء العالم.

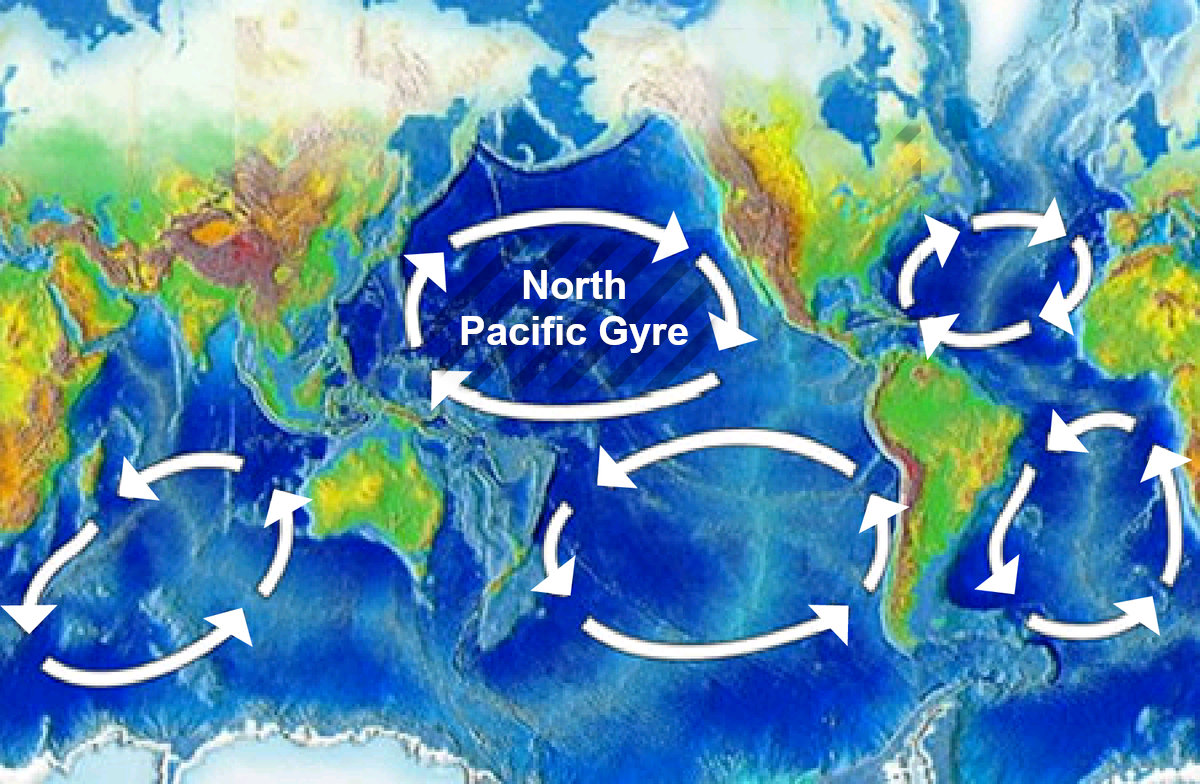
مكان رقعة دوامة قمامة شمال المحيط الهادئ (Gyre) الأكبر على الكرة الأرضية.

## مصادر الحطام

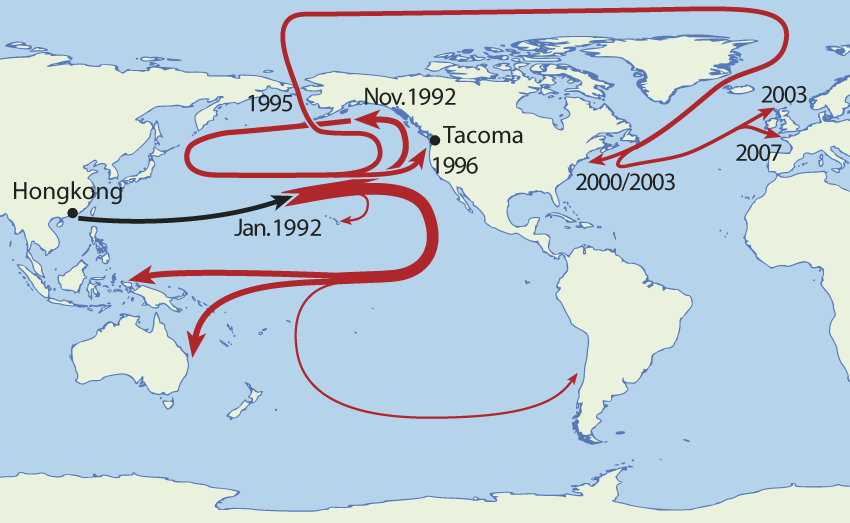
المسارات التي اتخذتها الألعاب بعد انسكابها في المحيط.

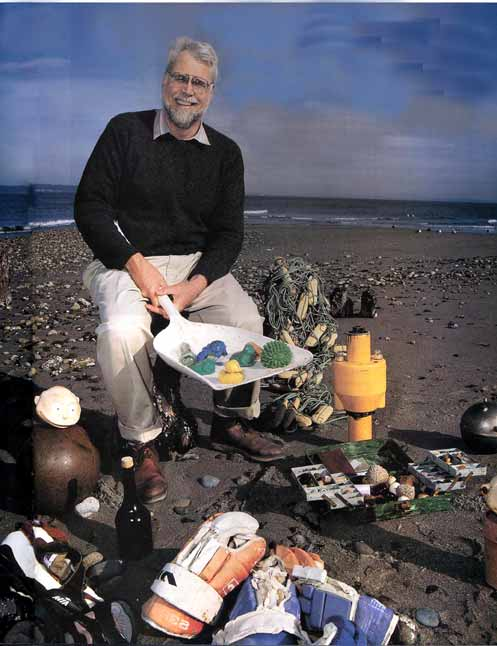
عالم المحيطات كورتيس إبينسيمير (Curtis Ebbesmeyer) حاملًا بعض الألعاب الطافية التي وجدت على الشاطئ بعد حادثة سقوطها من الحاويات.

## خمس دوامات شبه استوائية

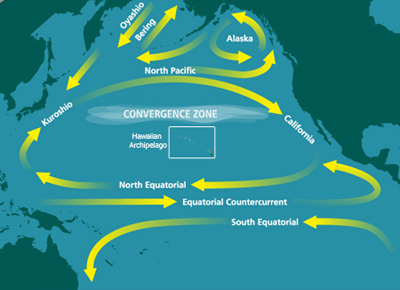
التيارات المحيطية (Gyre) شمال الهادي تدور بشكلٍ حلزونيٍّ باتجاه الداخل عاملةً على ترسيب الحطام في منطقة التقارب.

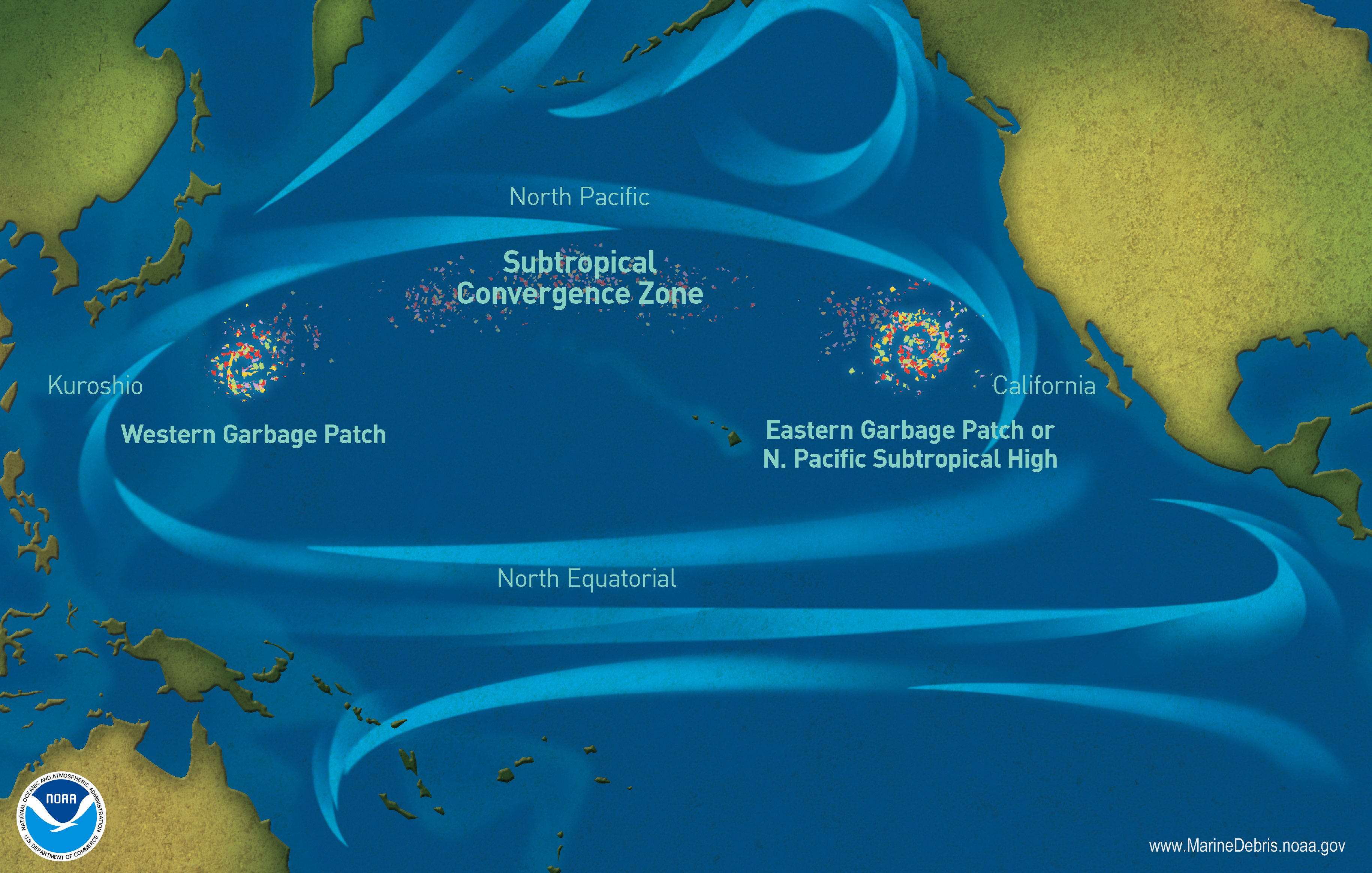
أوجدت تيارات المحيط الهادئ ثلاث «جزر» من الحطام البحري.

### بقعة قمامة ضخمة في المحيط الهادي

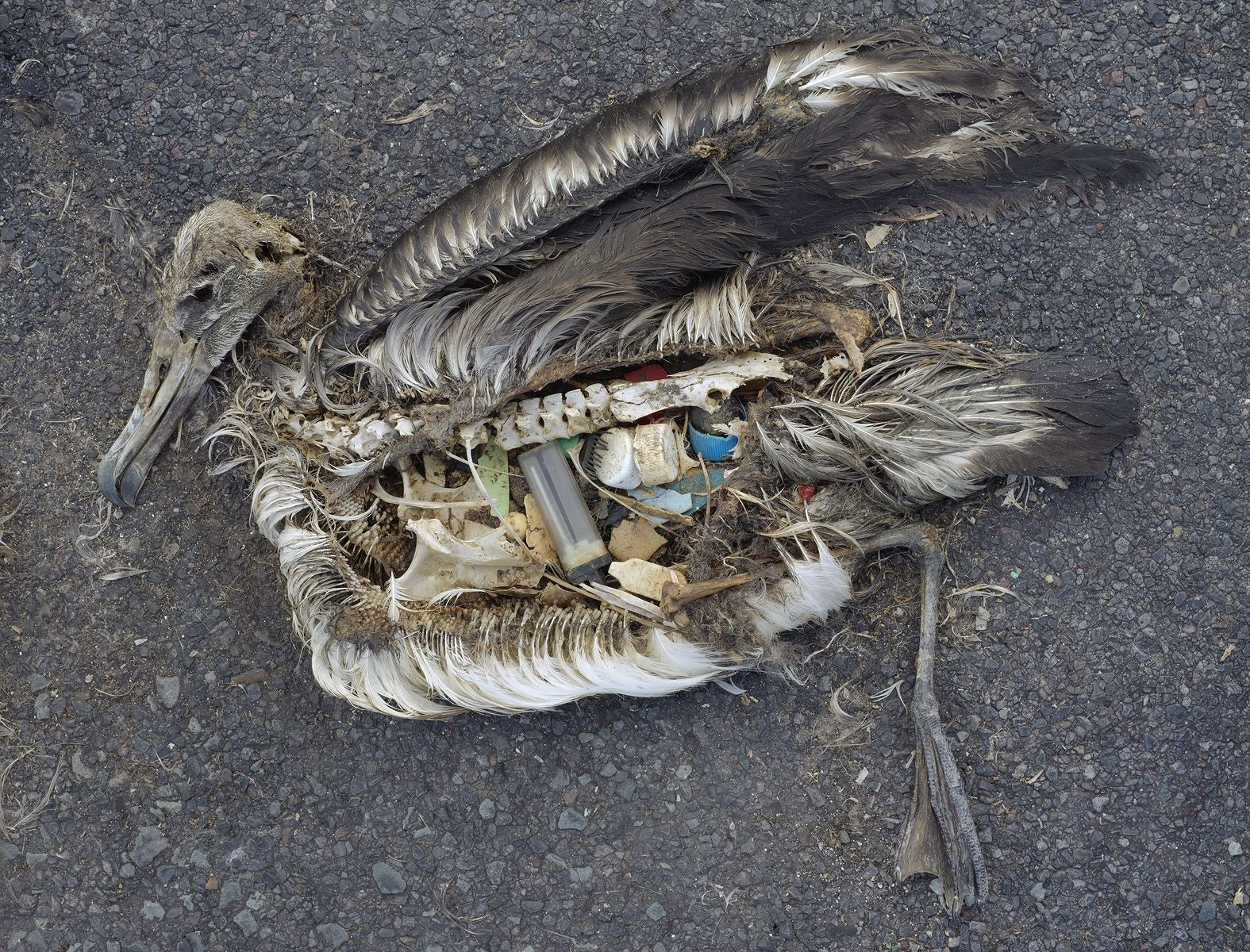
بقايا طائر قطرسٍ تحتوي على حطامٍ عائمٍ مبتلع.

## الأثر البيئي

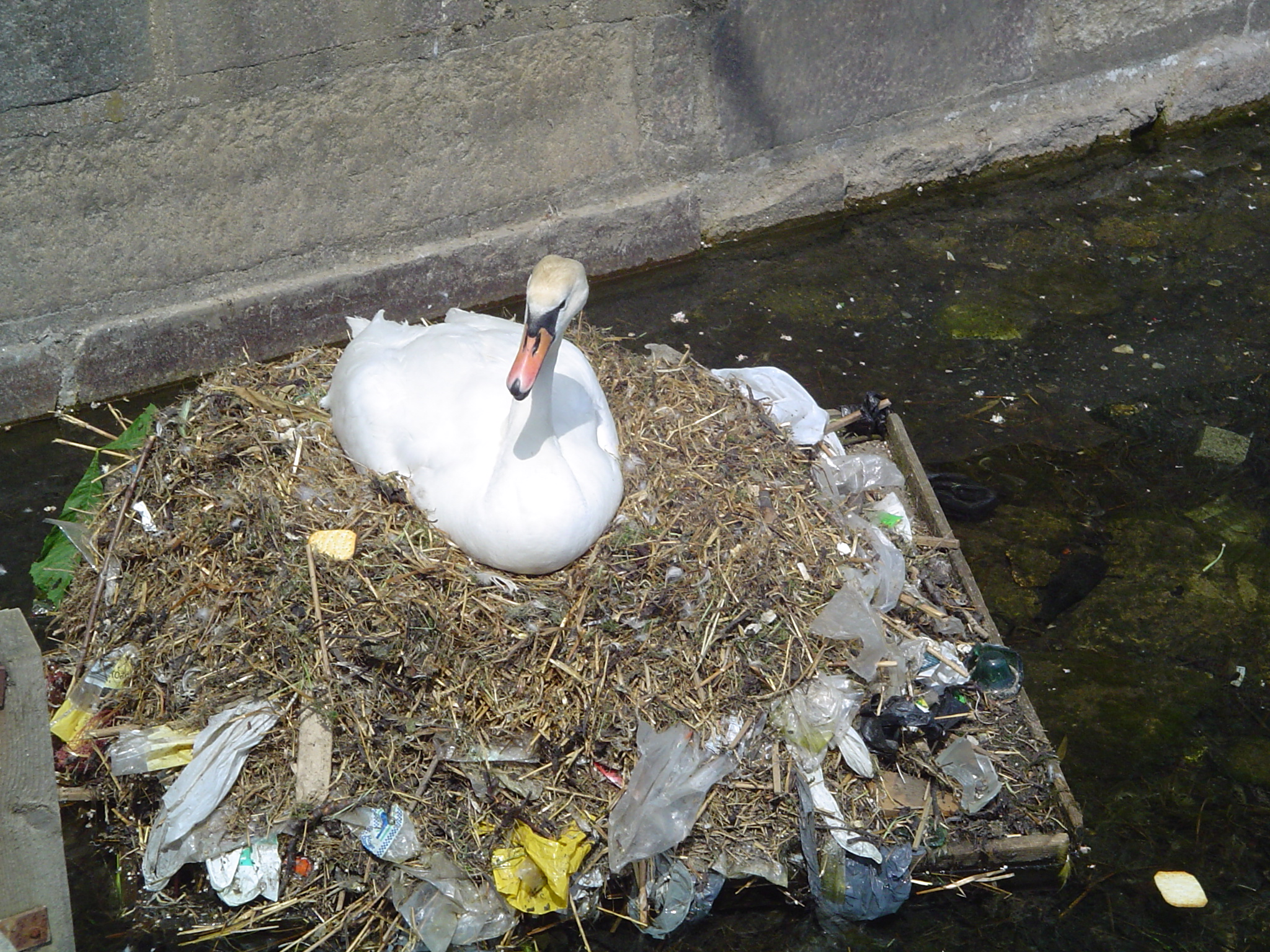
أعشاش طائر السوان على الحطام العائم.

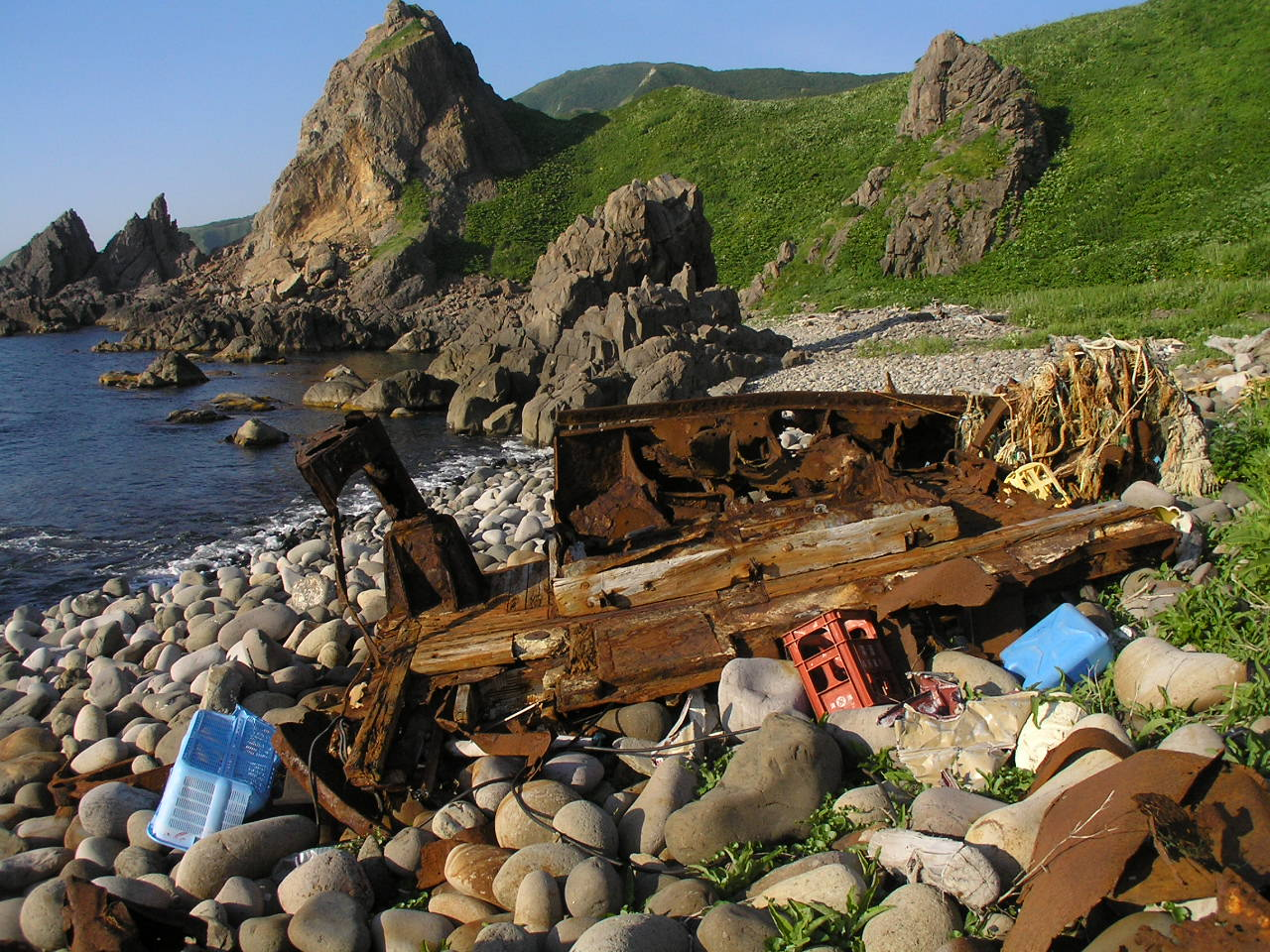
"حطام" علي شبه جزيرة شاكوتان (Shakotan Peninsula)، الساحل الغربي لهوكايدو، اليابان.

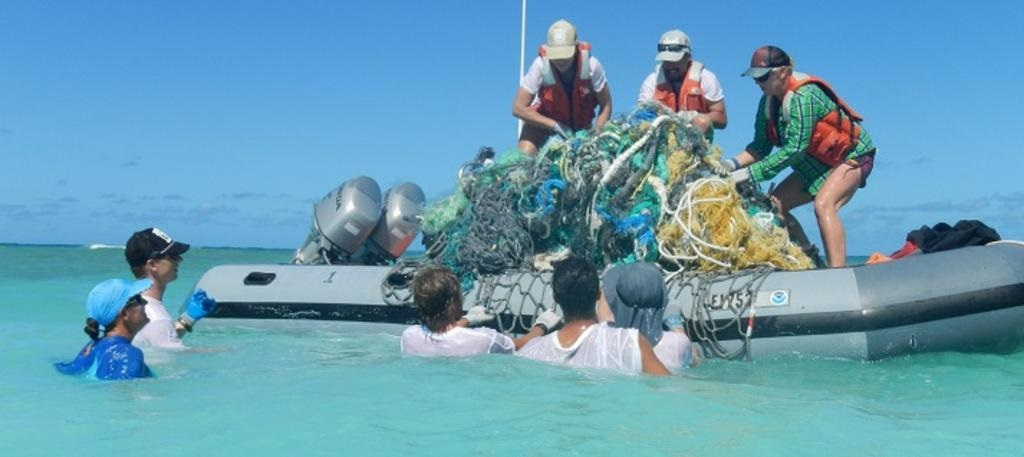
عاملون في وكالة الإدارة الوطنية للمحيطات والغلاف الجوي الأمريكية يزيلون نفايات من المحيط (2014).

## إزالة الأنقاض

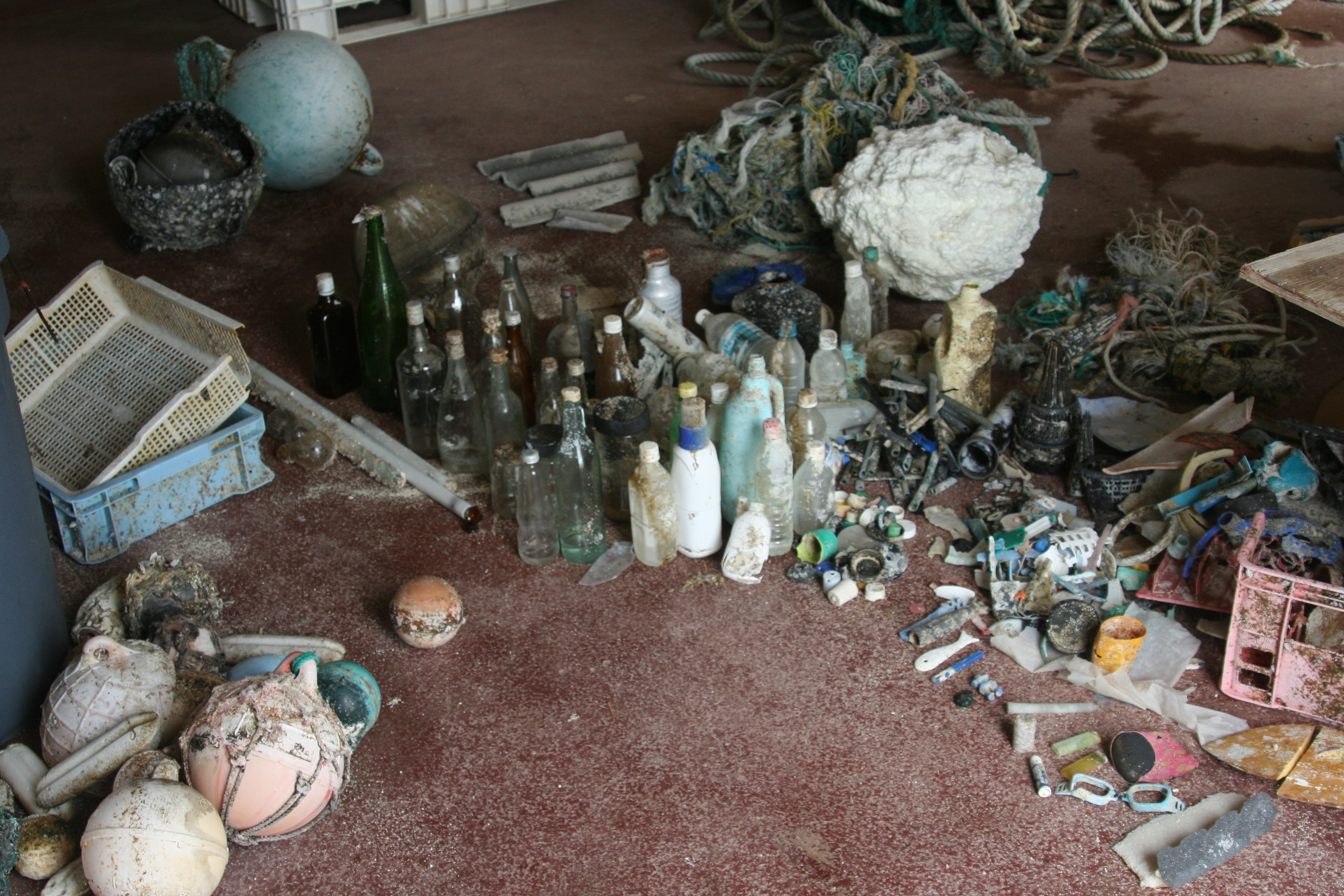
جمع نفايات بحرية من شواطئ جزيرة "تيرن" الفرنسية. استغرق استخراجها ما ينوف من شهر.

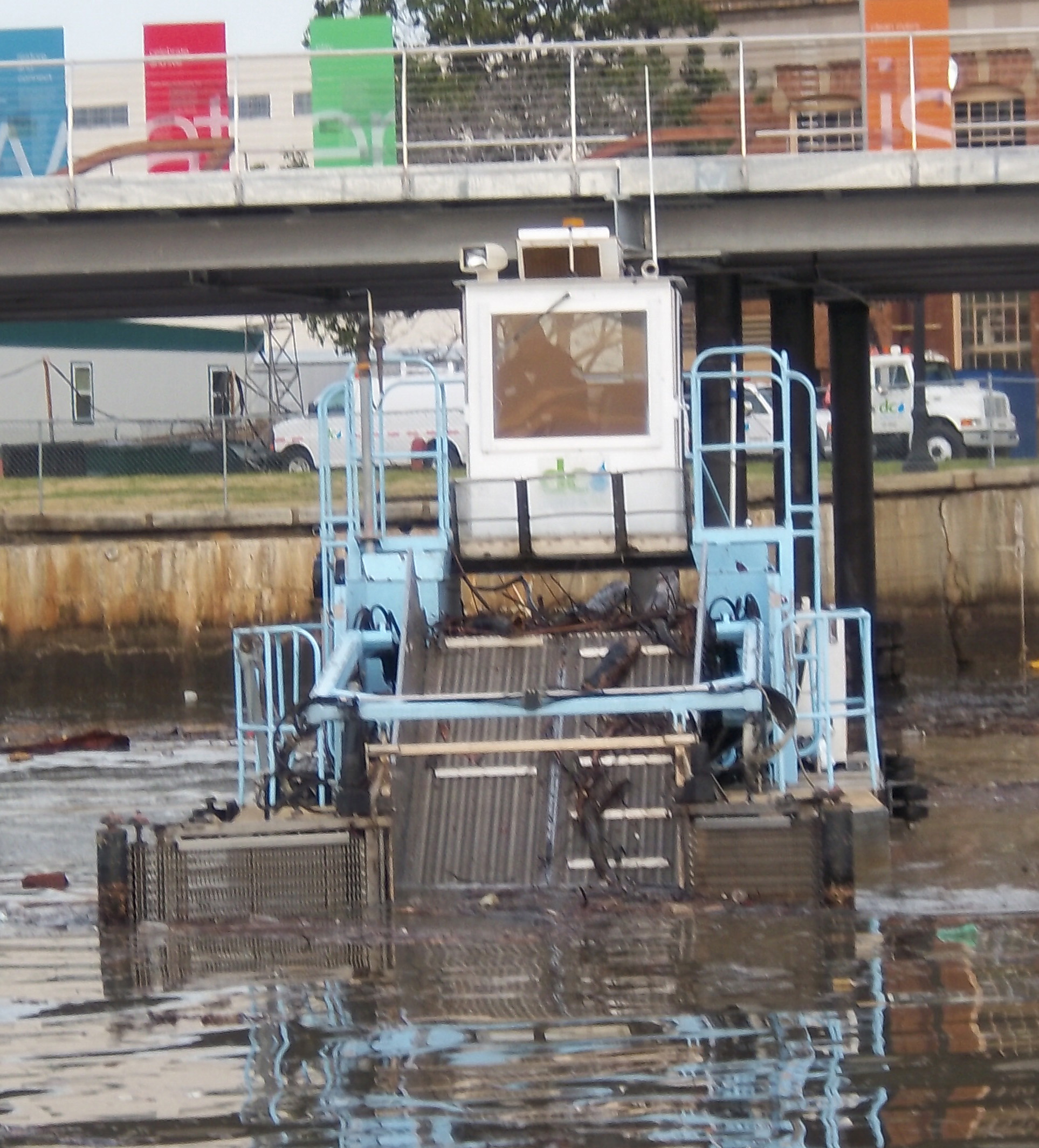
يستخدم قارب الكاشطة لإزالة الحطام العائم والقمامة من نهري بوتوماك وأناكوستيا.

## القوانين والمعاهدات

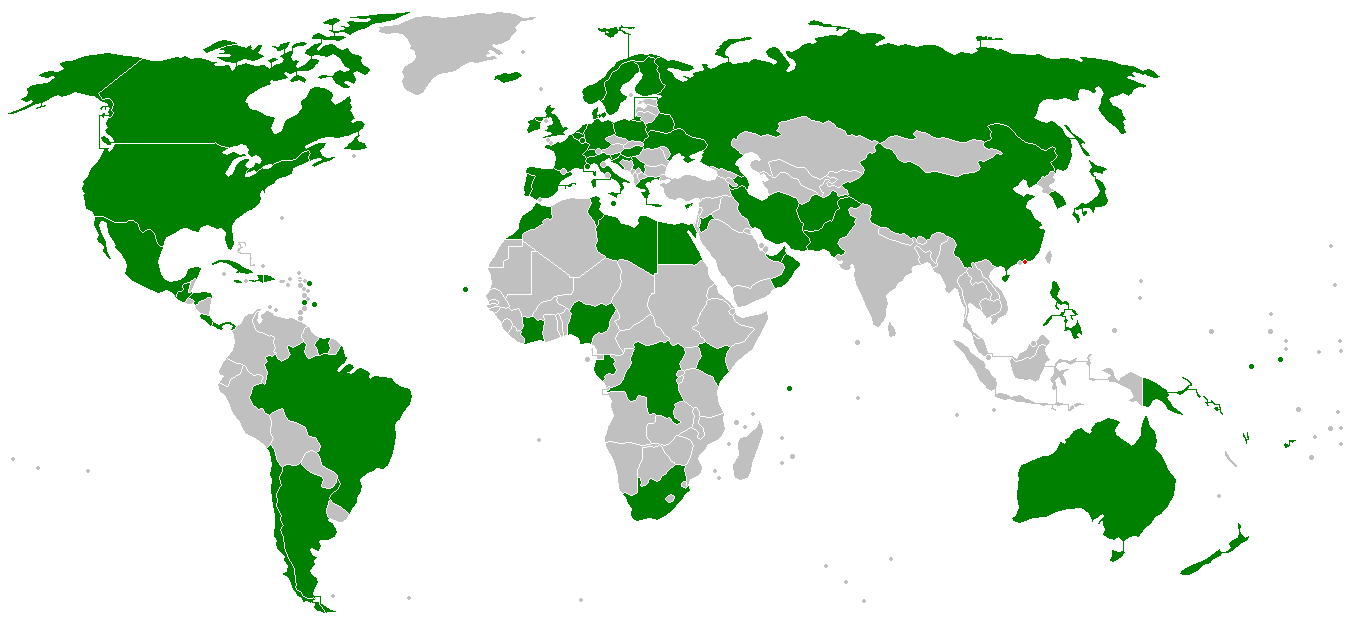
أطراف اتفاقية لندن (London Convention) لعام 1972. اختصارًا "LC '72".

اتفاقية الأمم المتحدة لقانون البحار (اختصارًا UNCLOS)
دول وقعت وصادقت
دول وقعت لكنها لم تصادق
دول لم توقع

المناطق البحرية في القانون الدولي بموجب اتفاقية الأمم المتحدة لقانون البحار" (UNCLOS).

### القانون الأمريكي

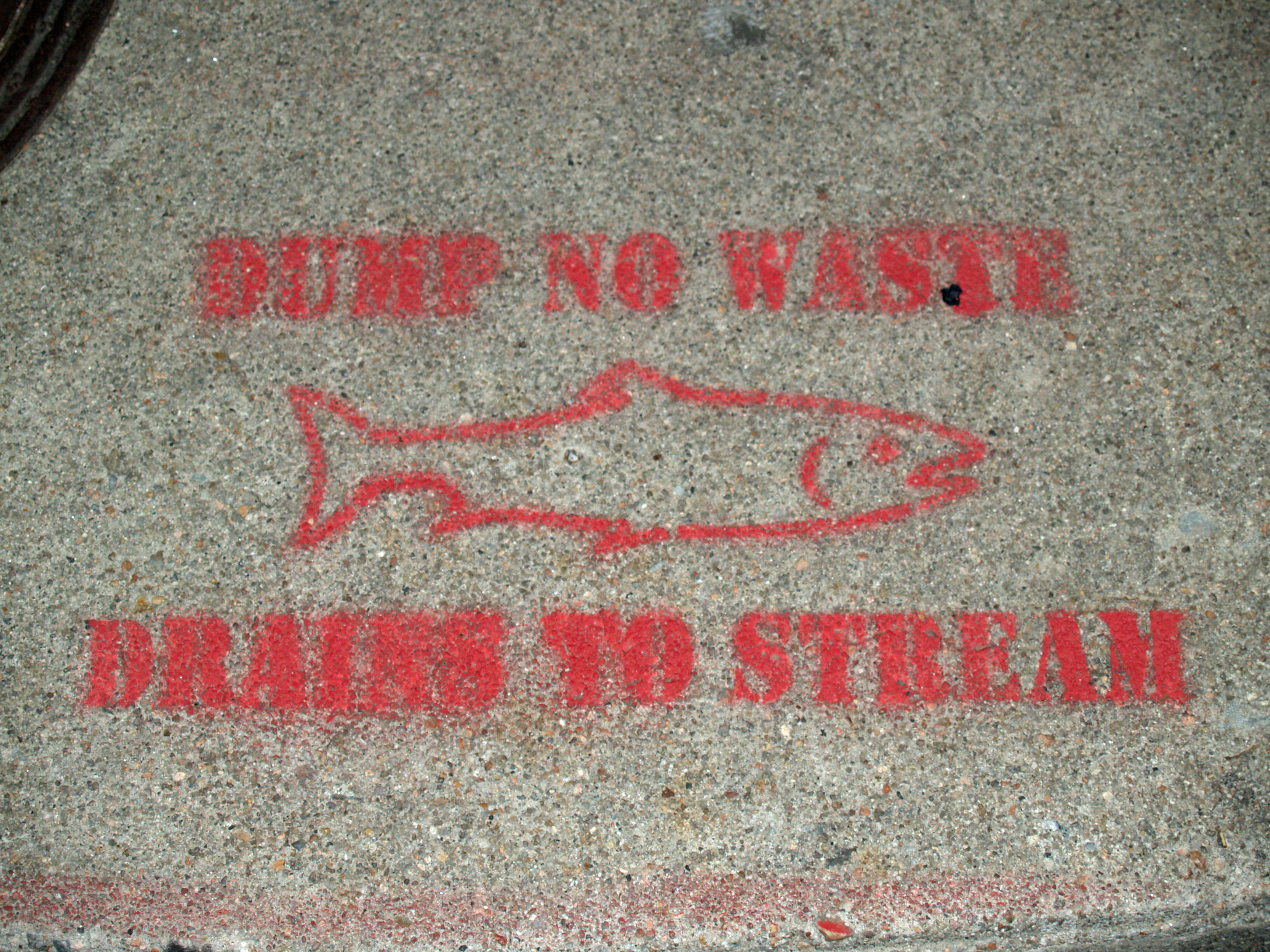
لافتة فوق مصارف مياه صحية (كهاريز) في كولورادو سبرينغز بولاية كولورادو الأمريكية تحذر الناس من تلويث التيار المحلي عن طريق الإغراق.
يصل ثمانون في المائة من الحطام البحري إلى البحر عبر الأنهار.

### تخفيف

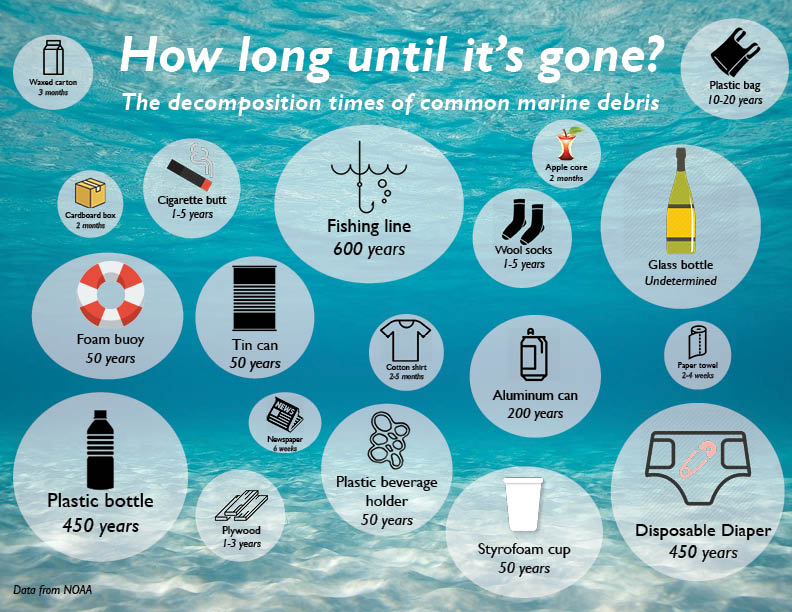
أزمنة تحلل الحطام البحري.

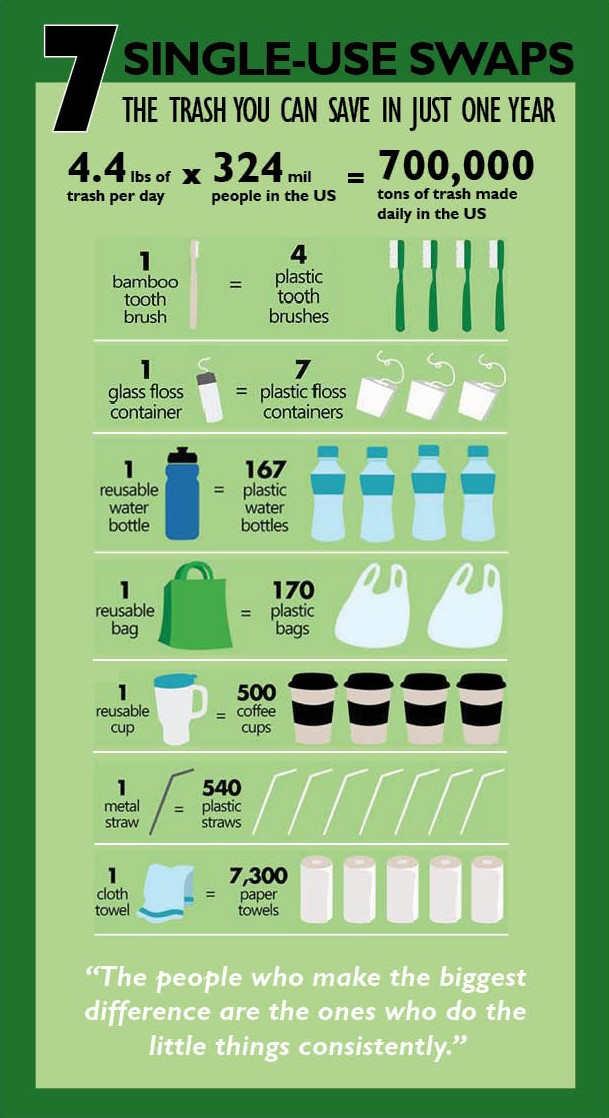
سبع مبادلاتٍ بسيطةٍ للاستخدام الفردي يمكن للأشخاص إجراؤها لحفظ القمامة.
سبع مبادلاتٍ بسيطة: القمامة التي يمكنك توفيرها في سنةٍ واحدة. الأشخاص الذين يصنعون الفرق الأكبر هم الذين يواظبون على فعل الأشياء الصغيرة.

## معرض الصور

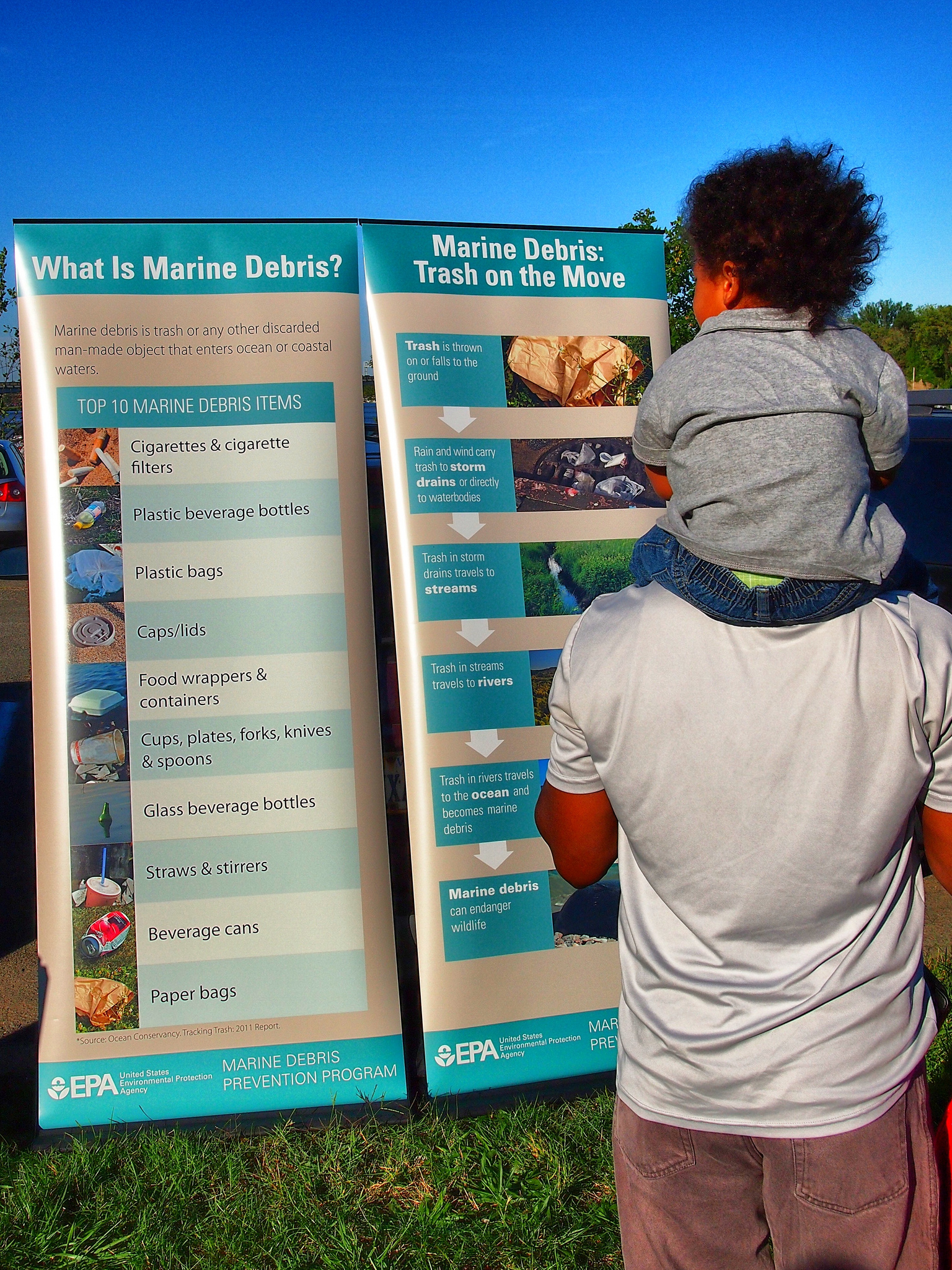
الخامس عشر من سبتمبر/أيلول 2015 أب مع ابنه يطالعان تعليمات وبيانات حول تنظيف الحطام البحري في نهر أناكوستيا.
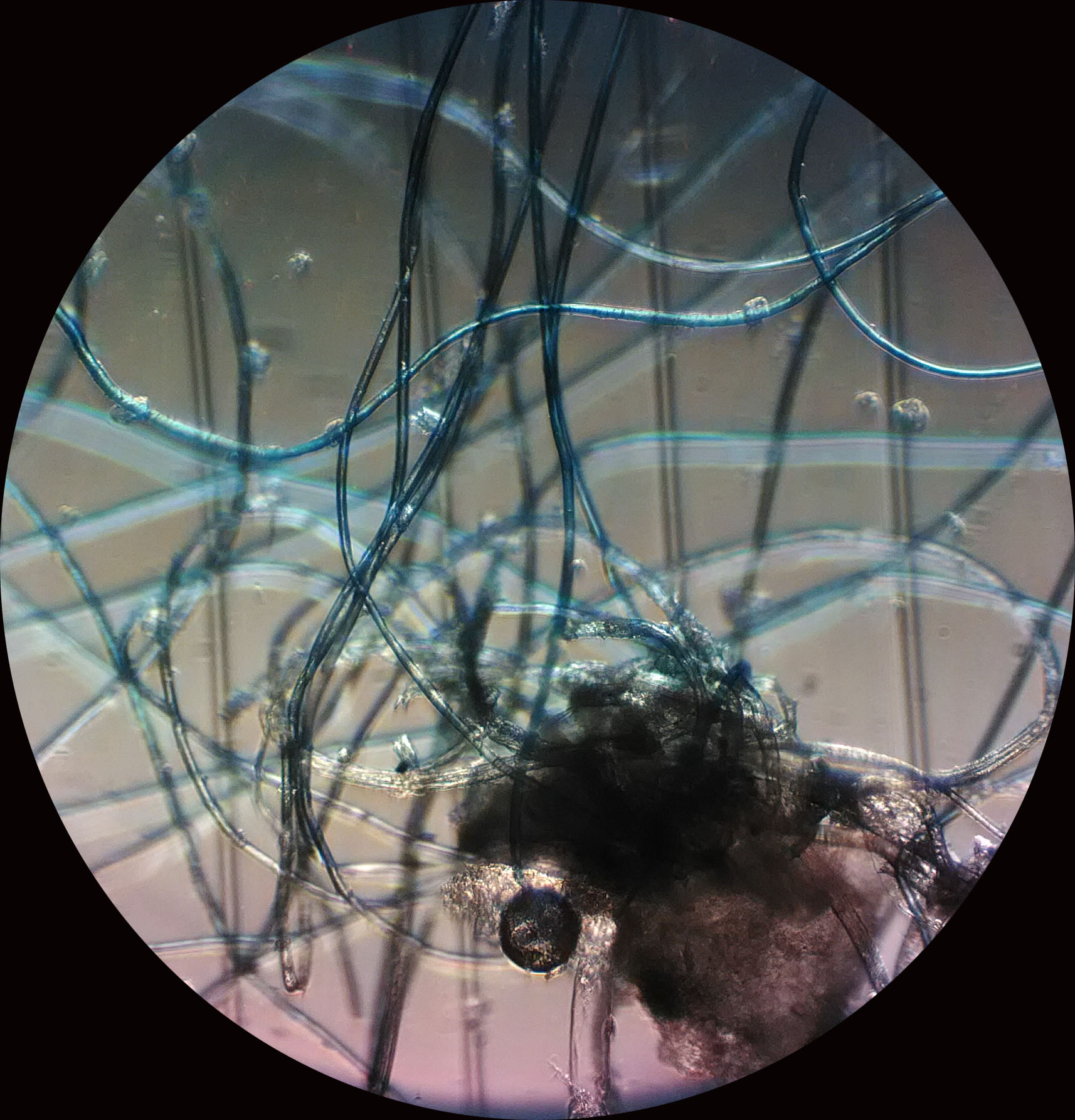
الحد الأدنى للصغر أو الحياة السرية للجسيمات البلاستيكية البحرية. في هذه الصورة يمكننا رؤية ميكروليتر بحري موجود في خليج فنلندا. تميل جزيئات البلاستيك البحري الصغير إلى الالتصاق بالألياف العضوية.
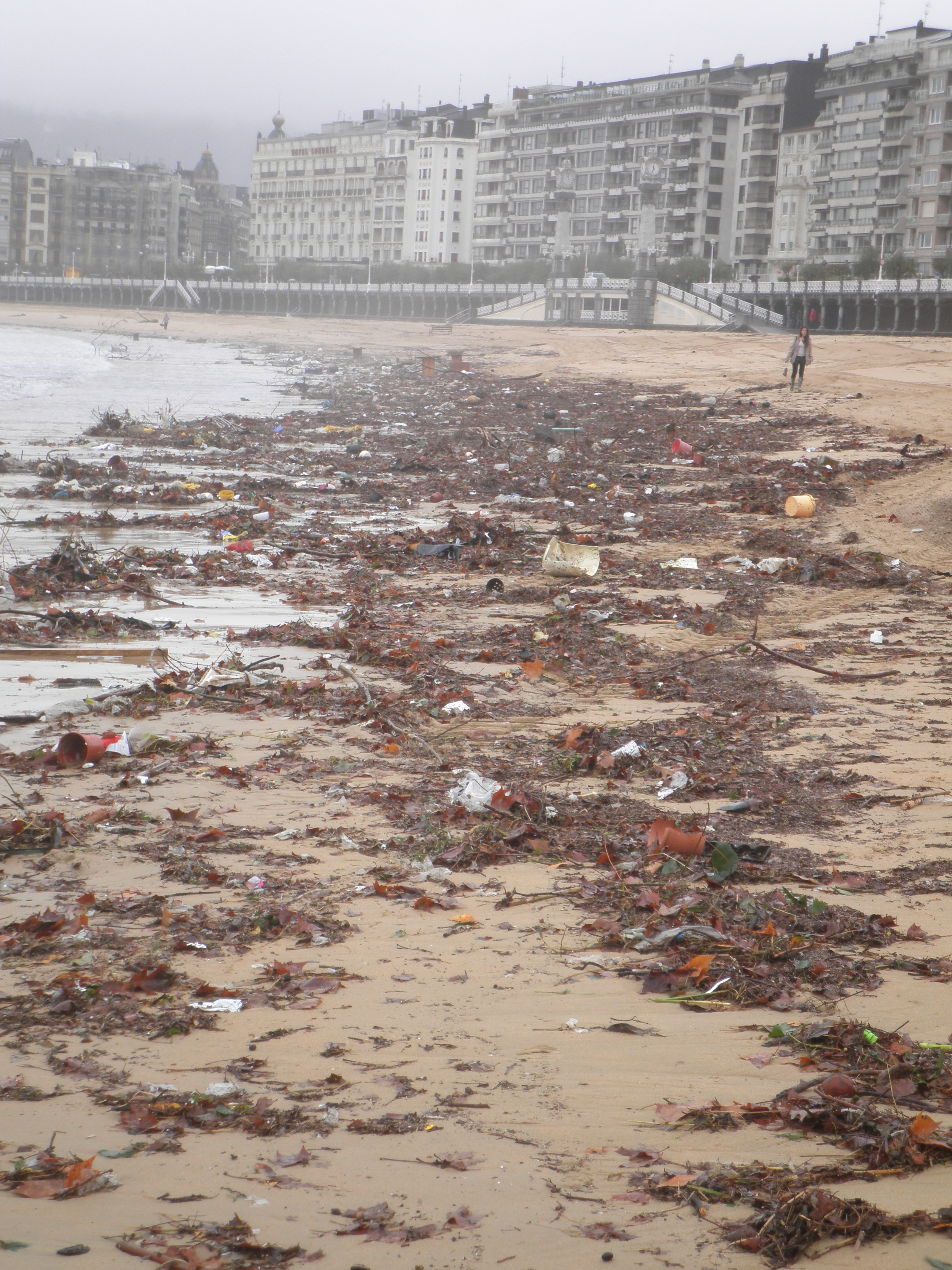
في أعقاب فيضانات إقليم الباسك. شاطئ كونتكسا، دونوستيا (2011).
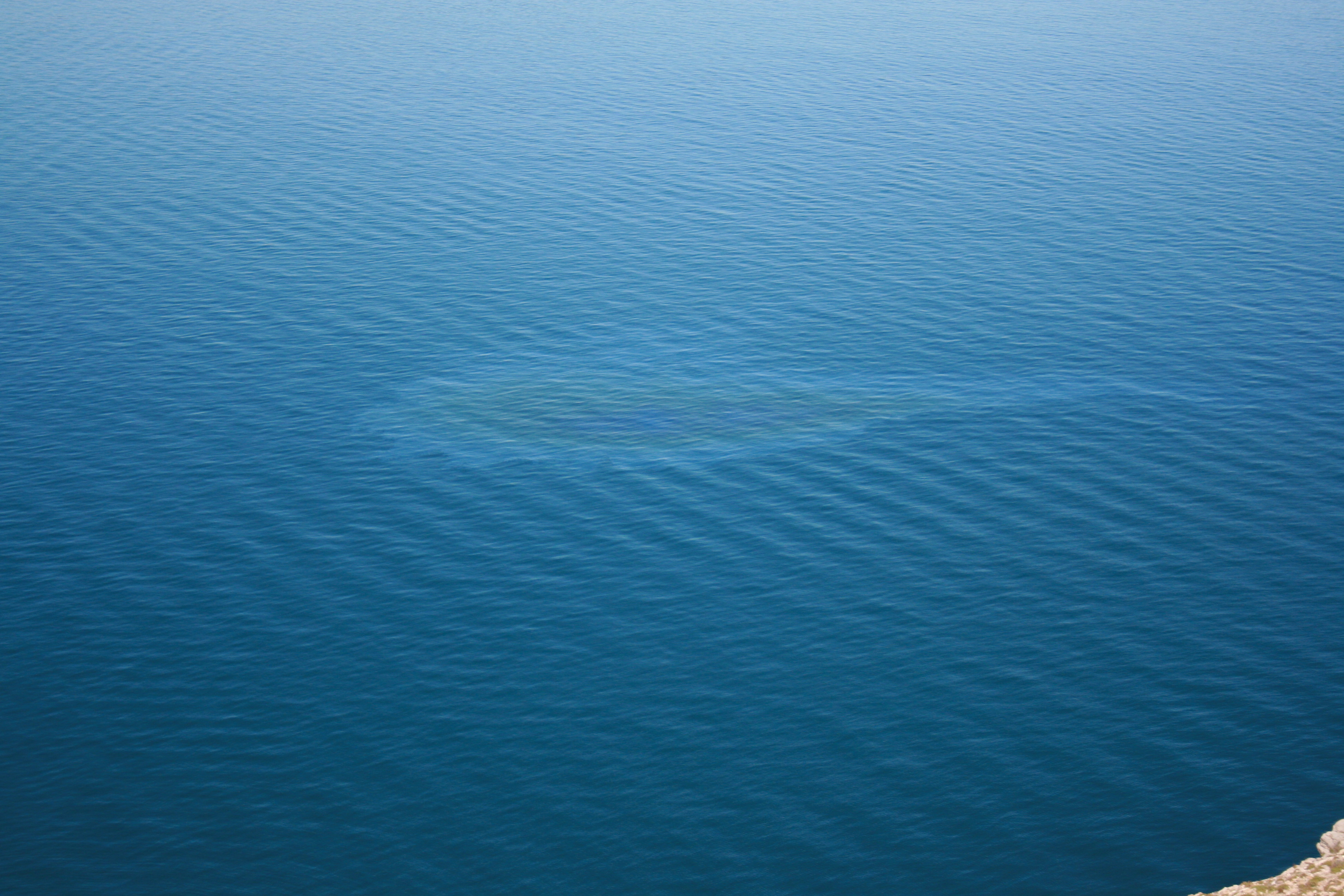
شبه جزيرة لا فيكتوريا، Alcúdia، مايوركا، إسبانيا، البحر الأبيض المتوسط.
رسم تخطيطي يوضح تلوث مياه البحار من تصريف مياه الصابورة غير المعالجة. مقطع عرضي لمخطط السفينة مع الإشارة إلى إطلاقات تلوث الحطام البحري.
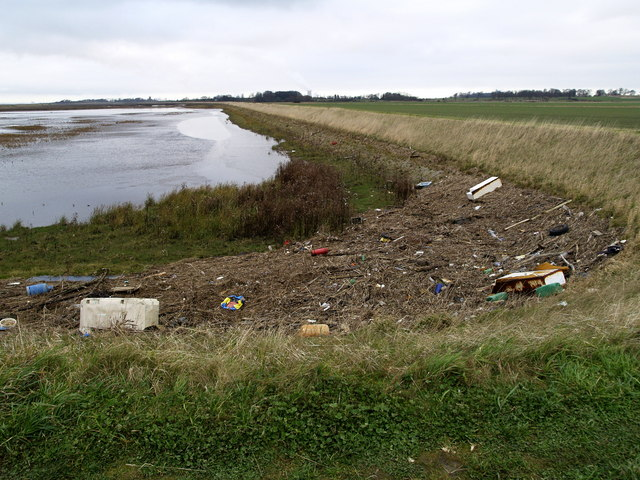
حطام طافٍ Flotsam متنوع في زاوية "Paull Tidal Lagoon" في «إيست ريدينغ» في «يوركشاير»، إنجلترا.
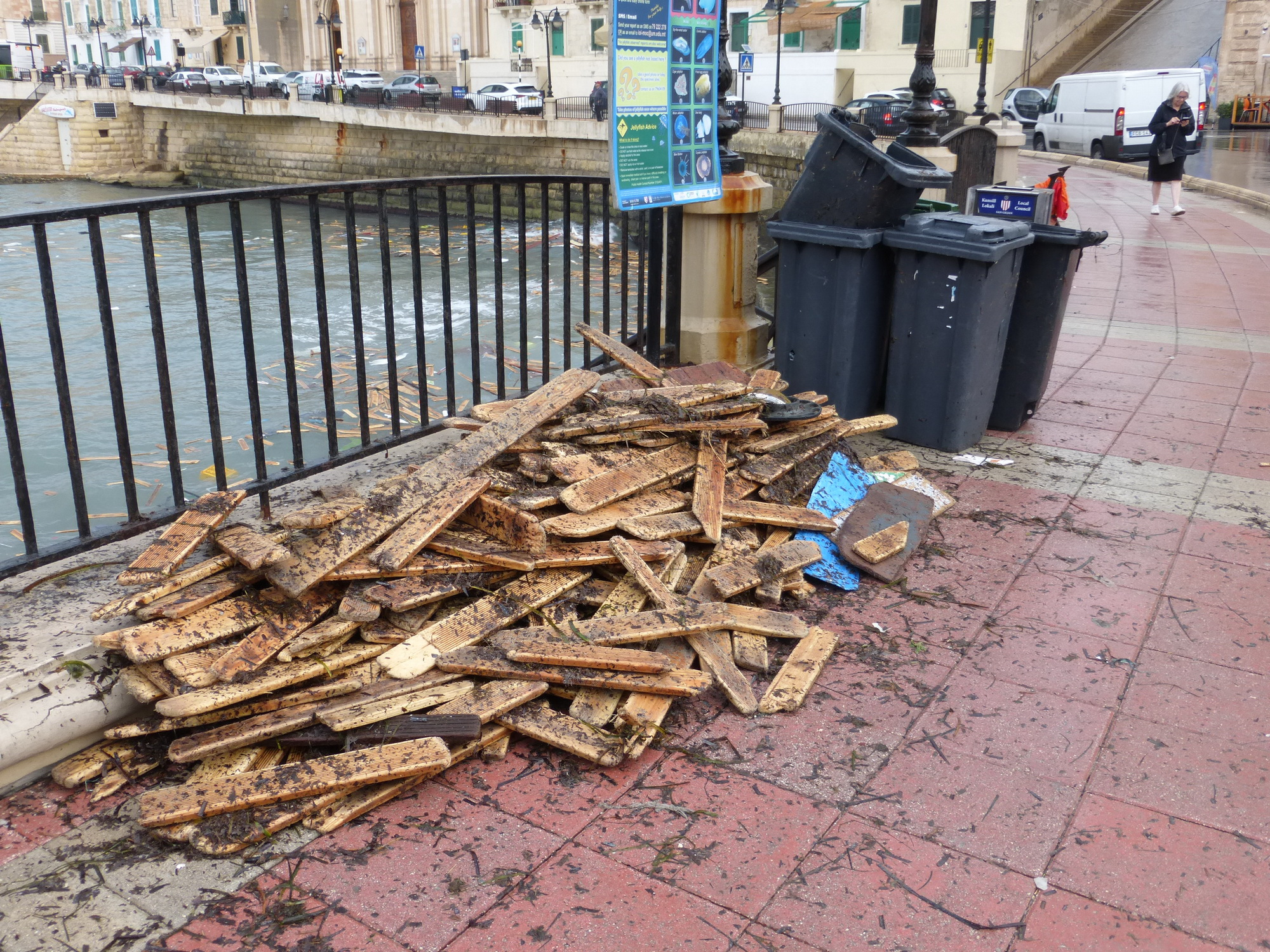
حطام طافٍ Flotsam في خليج Balluta في مالطا، بعد عاصفة.
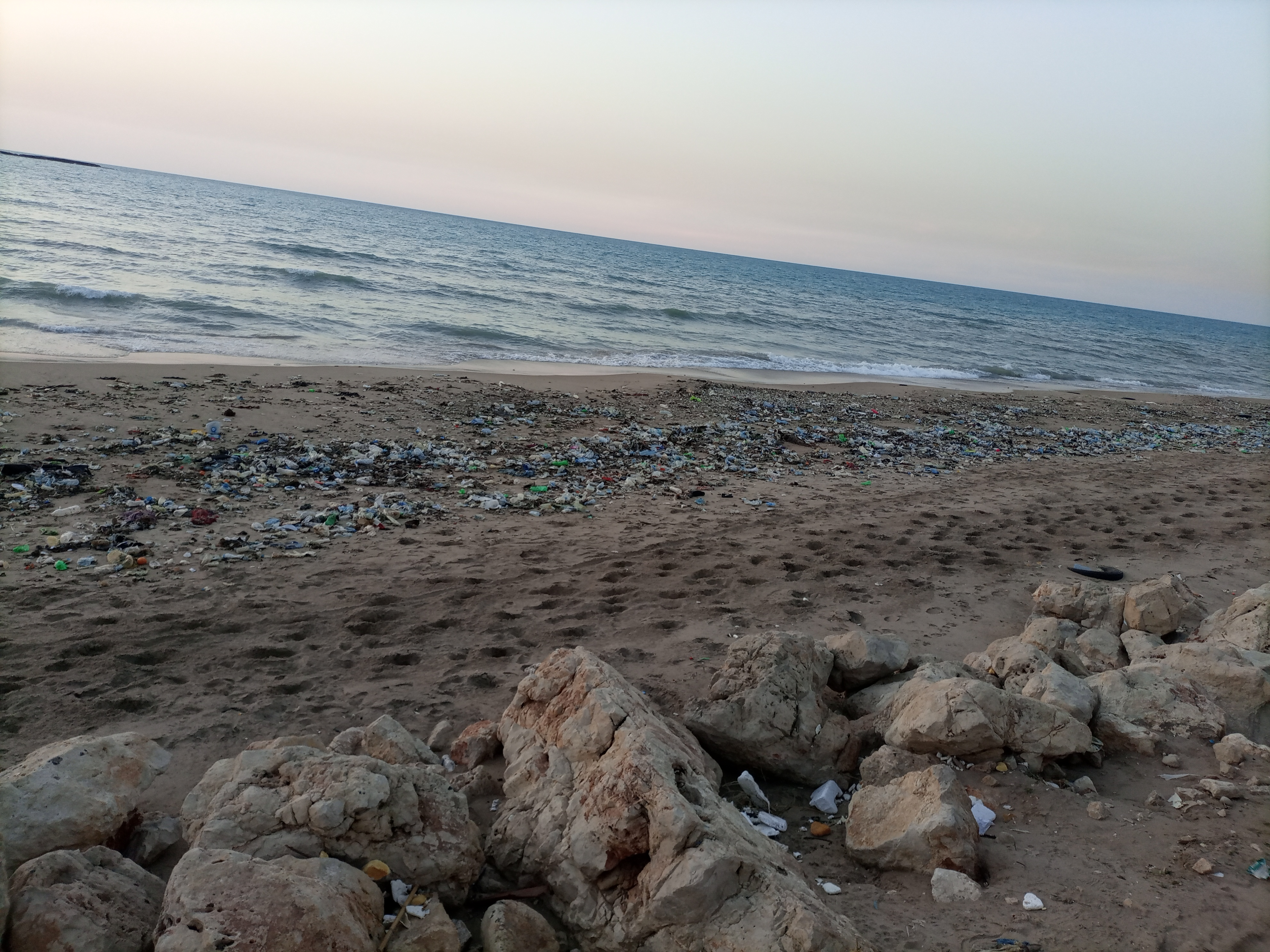
إلقاء النفايات على الشاطئ تدخل البحر بفعل الأمواج لتصبح قمامة بحرية